# Мичурин, Иван Владимирович
Ива́н Влади́мирович Мичу́рин (15 [27] октября 1855, поместье Вершина близ деревни Долгое, Пронский уезд, Рязанская губерния — 7 июня 1935, Мичуринск, Тамбовская область) — российский, советский биолог и селекционер, автор многих сортов плодово-ягодных культур, доктор биологии (1934).
Заслуженный деятель науки и техники РСФСР (1934), почётный член Академии наук СССР (1935), академик ВАСХНИЛ (1935), почётный член Чехословацкой аграрной академии (1935). Награждён орденами Святой Анны 3-й степени (1912), Ленина (№ 165, 7 июня 1931) и Трудового Красного Знамени (07 июня 1931). Имел три прижизненных издания собраний сочинений.

## Биография
Прадед И. В. Мичурина Иван Наумович и дед Иван Иванович Мичурины были мелкопоместными дворянами и участниками Отечественной войны 1812 года. И. В. Мичурин продолжил семейную традицию, поскольку не только его отец, Владимир Иванович, но и дед, Иван Иванович, а также прадед, Иван Наумович, живо интересовались садоводством и собрали богатую коллекцию плодовых деревьев и библиотеку сельскохозяйственной литературы.

В силу ли наследственной передачи мне от деда (Ивана Ивановича), положившего много личных трудов при разведении большого сада…: в Рязанской губернии, или, быть может, ещё от прадеда (Ивана Наумовича), тоже известного садовода, жившего в Калужской губернии, где до сих пор существует несколько сортов груш под названием Мичуринских, а возможно, что и личный пример отца, тоже много работавшего по разведению своего сада, — сильно повлиял на меня ещё в самом раннем детстве.
— Мичурин, 1914 г.

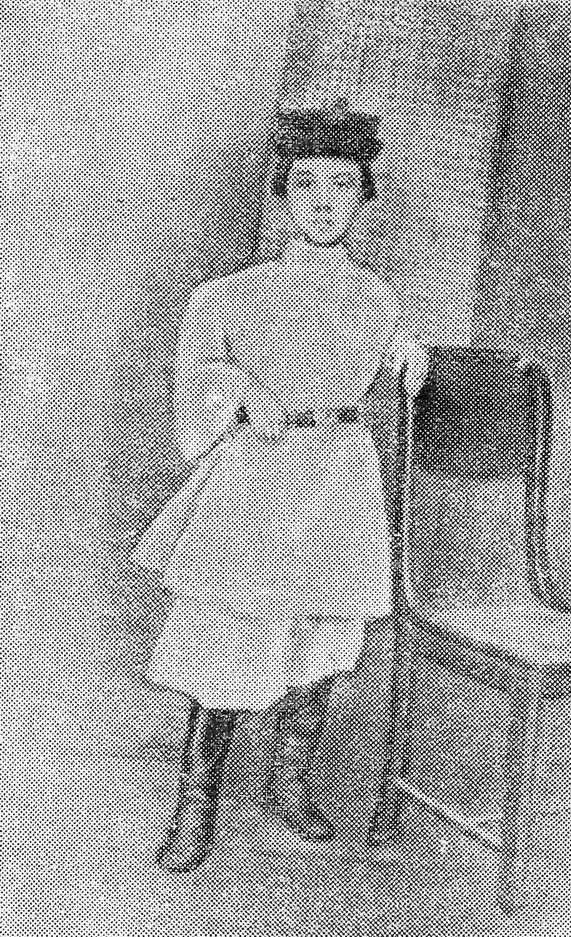
Мичурин в пятилетнем возрасте в костюме казачка

Отец И. В. Мичурина, Владимир Иванович, получил домашнее образование. Он служил на Тульском оружейном заводе им. Петра Первого в качестве приёмщика оружия. Вышел в отставку в чине губернского секретаря и поселился в своём поместье Вершина (при деревне Юмашевка Пронского уезда Рязанской губернии), где занимался садоводством и пчеловодством. Он был связан с Вольным экономическим обществом, из которого получал литературу и семена сельскохозяйственных культур. В зимнее и осеннее время Владимир Иванович обучал грамоте крестьянских детей у себя дома
.
В. Б. Говорухина и Л. П. Перегудова утверждают, что Иван Владимирович Мичурин родился седьмым по счёту ребёнком, а его братья и сёстры умерли ещё детьми.
Мать Мария Петровна, отличавшаяся слабым здоровьем, заболела горячкой и умерла в 33-летнем возрасте, когда И. В. Мичурину было 4 года.
Мальчик занимался с отцом садом, пасекой, посадками и прививками. В восьмилетнем возрасте в совершенстве умел производить окулировку, копулировку и аблактировку растений.
В детстве, если не считать редких экскурсий к развалинам татарской крепости в окрестностях Юмашевки, его часто видели в саду и у пруда, в занятиях рыбной ловлей, он выделялся среди сверстников страстной любовью к занятиям с растениями.
Мичурин обучался сначала дома, а затем — в Пронском уездном училище Рязанской губернии, посвящая свободное и каникулярное время работе в саду. 19 июня 1872 года окончил Пронское уездное училище, после чего отец готовил сына по курсу гимназии к поступлению в Петербургский лицей.
В это время отец неожиданно заболел. Н. А. Макарова утверждает, что он повредился рассудком и находился на излечении в Рязани.

Дом в Рязани в котором жил И. В. Мичурин

Поместье было заложено и ушло за долги. Дядя, Лев Иванович, помог Мичурину определиться в Рязанскую губернскую гимназию. Испытывавшая материальные трудности тётка, Татьяна Ивановна, которая также увлечённо занималась садоводством, взяла на себя заботу об Иване Владимировиче.
Мичурин был исключён из гимназии в 1872  году за «непочтительность к начальству». А. Н. Бахарев в биографической справке в книге Мичурина утверждает, что поводом к исключению был случай, когда, здороваясь на улице с директором гимназии, гимназист Мичурин «из-за сильного мороза и болезни уха не успел снять перед ним шапки», тогда как действительной причиной он называет отказ дяди, Льва Ивановича, дать взятку директору гимназии Оранскому.

### Жизнь в Козлове

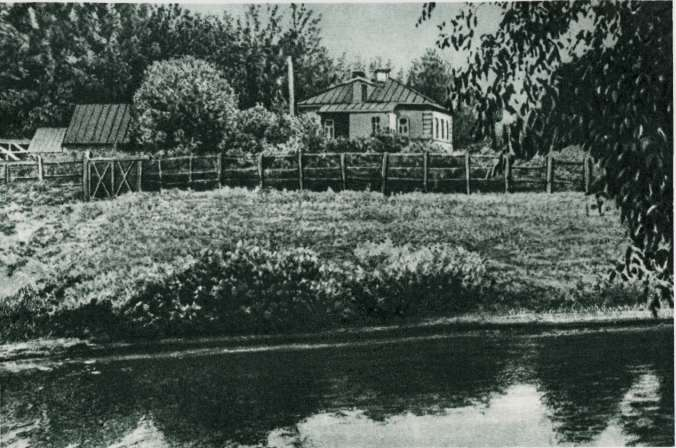
Дом, в котором жил и работал И. В. Мичурин

В 1872 году Мичурин переехал в Козлов (переименован в Мичуринск), окрестности которого он не покидал надолго практически до конца жизни.
В конце 1872 года И. В. Мичурин получил место коммерческого конторщика товарной конторы станции Козлов (Рязано-Уральская железная дорога, позднее — станция Мичуринск Московско-Рязанской железной дороги), с окладом 12 рублей в месяц и 16-часовым рабочим днём.
В 1874 году Мичурин занимает должность товарного кассира, а затем — и одного из помощников начальника той же станции.
По утверждению биографа А. Бахарева, должность помощника начальника станции Мичурин потерял из-за конфликта («едкой насмешки») с начальником станции Эверлингом. В 1875 переехал в г. Ряжск, где стал работать старшим конторщиком товарной конторы железнодорожной станции.
С 1876 по 1889 год Мичурин — монтёр часов и сигнальных аппаратов на участке железной дороги Козлов — Лебедянь.
В 1874 году женился на Александре Васильевне Петрушиной, дочери рабочего винокуренного завода.

Женат 28 августа 1874 г. на мещанке г. Козлова Александре Васильевне Петрушиной, родившейся в 1858 году. От этого брака имею двух детей: сына Николая, родившегося в 1876 г., и дочь Марию, родившуюся в 1877 г.
— И. В. Мичурин в ответе на запрос департамента земледелия, 10 ноября 1911 г.
Брак был заключён 23 августа 1874 года (по старому стилю) в Ильинской церкви села Заворонежская слобода Козловского уезда:

Жених: Рязанской губернии Пронскаго уезда деревни Долгой умершего губернского секретаря Владимира Иванова Мичурина сын неслужащий дворянин Иван Владимиров, православнаго исповедания, первым браком, временно пребывающий, 19 лет.
Невеста: Девица Александра Васильева Никифорова дочь города Козлова мещанина Василия Никифорова Никифорова, православнаго исповедания,16 лет.
Поручители. По жениху: города Козлова мещанин Никон Пантелеймонов Москалев и Московской губернии Троицкаго Сергиевскаго посада купеческий сын Димитрий Артемьев Кремнев; по невесте города Козлова Стрелецкой слободы государственные крестьяне: Иван Максимов Леденев и Иван Николаев Попов.— Метрическая книга Ильинской церкви с. Заворонежская слобода Козловского уезда за 1874 год (ГАТО (Тамбов) ф. 1049 оп. 3 д. 5507. Запись № 12 от 23 августа. лл. 404об-405.)
Потомки И. В. Мичурина до настоящего времени живут в г. Мичуринске.
Из-за недостатка средств Мичурин открыл в городе, при своей квартире, часовую мастерскую. По утверждению А. Бахарева, «по возвращении с дежурства Мичурину приходилось сидеть далеко за полночь, занимаясь починкой часов и ремонтом различных приборов».
Свободное время И. В. Мичурин посвящал работам по созданию новых сортов плодово-ягодных культур.

### 1875—1888-е годы
В 1875 году он взял в аренду за 3 рубля в месяц пустующую городскую усадьбу в окрестностях Козлова площадью 130 кв. саженей (около 500 м²) «с небольшой частью запущенного садика», где начал проводить опыты по селекции растений.
Там он собрал коллекцию плодово-ягодных растений в 600 с лишним видов. «Скоро арендуемая мною усадьба, — писал он, — настолько переполнена была растениями, что дальше не было никакой возможности вести на ней дело».

В течение 5 лет нечего и думать о приобретении земли. И расходы по возможности надо сокращать до крайних пределов. А после продажи части прививок и дичков, на шестом (то есть в 1893 г.) приблизительно 5000 шт., на сумму 1000 рублей (то есть по 20 копеек), можно приобрести и землю, огородить её и засадить … Посадить между деревьев и по забору. Считая по 4 вершка на каждое растение, можно продержаться три года".
— И. В. Мичурин, в своём дневнике за 1887 г.
В начале осени Мичурин переходит на квартиру в доме Лебедевых, на Московской улице, с усадьбой и садом. По свидетельству современника Мичурина, И. А. Горбунова, через два года Мичурин приобрёл с помощью банка этот дом с усадьбой, который он тут же заложил из-за отсутствия средств и больших долгов на 18 лет.
На этой усадьбе Мичурин вывел первые сорта: малина Коммерция (сеянец Колоссальной Шефера), вишни Гриот грушевидный, Мелколистная полукарликовая, Плодородная и межвидовой гибридный сорт вишни Краса Севера (вишня Владимирская ранняя × черешня Винклера белая).
Сюда он перенёс всю коллекцию садовых растений из усадьбы Горбуновых. Но через несколько лет и эта усадьба оказалась переполненной растениями.
В начале осени 1887 года Мичурин узнал, что священник пригородной слободы Панское, Ястребов, продаёт участок земли в семи километрах от города, у слободы Турмасово, под «Кручью», на берегу реки Лесной Воронеж. Из 12,5 десятин (около 13,15 га) участка в дело могла пойти лишь половина, так как другая половина была под рекой, обрывом, кустарником и прочим неудобьем, однако Мичурин оказался очень доволен участком. Из-за нехватки средств сделка затянулась до февраля 1888 года. А. Бахарев утверждает, что «Вся осень и большая часть зимы 1887—1888 гг. ушли на лихорадочное добывание денег при непосильном, доходившем до изнеможения, труде».
26 мая 1888 года покупка земли состоялась, после чего в распоряжении Мичурина осталось 7 рублей и большие долги под заклад половины земли. Из-за нехватки средств растения с городского участка члены семьи Мичуриных носили за 7 км на своих плечах. Поскольку на новом участке не было дома, ходили за 14 км пешком, и два сезона жили в шалаше. Работу монтёром Мичурин был вынужден продолжать ещё один год. С 1888 года этот участок близ слободы Турмасово стал одним из первых в России селекционных питомников (впоследствии, это — центральная усадьба совхоза-сада им. И. В. Мичурина, площадью в 2500 га садов, с мичуринским сортиментом).

### 1893—1896-е годы
В 1893—1896 годах, когда в питомнике в Турмасово уже имелись тысячи гибридных сеянцев сливы, черешни, абрикоса и винограда, Мичурин убеждается в безуспешности метода акклиматизации путём прививки и делает вывод, что почва питомника — мощный чернозём — является жирной и «балует» гибриды, делая их менее устойчивыми к опустошительной для теплолюбивых сортов «русской зиме».

### 1900—1916-е годы
В 1900 году Мичурин перенёс насаждения на участок с более бедными почвами «для обеспечения „спартанского“ воспитания гибридов».

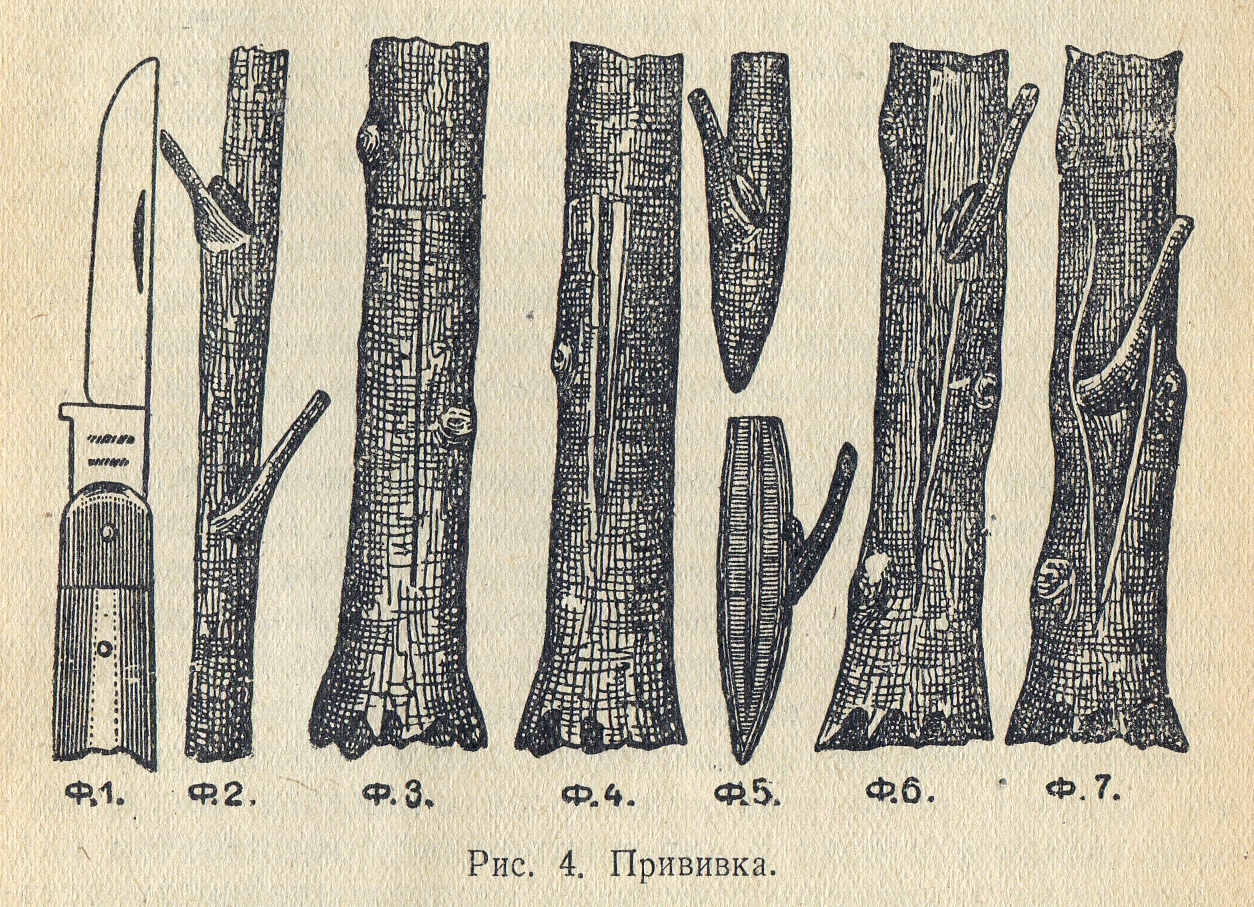
Рисунок Мичурина из статьи «Полезные советы по делу садоводства», 1903 г.

В 1906 году увидели свет первые научные работы И. В. Мичурина, посвящённые проблемам выведения новых сортов плодовых деревьев.
В 1912 году награждён орденом Святой Анны 3-й степени.
В автобиографии И. В. Мичурин писал:

 Мне решительно нет времени заниматься этими почти ежедневными посещениями разных г. г. инспекторов, сельскохозяйственных и садовых инструкторов, лесоводов и т. п. Им хорошо разъезжать, — затрата времени у них оплачивается 20-м числом, а мне необходимо работать. Для меня каждый час дорог; я целый день в питомнике, а до половины ночи проводишь за корреспонденцией, которой, кстати сказать, такая масса со всех концов России, а в последнее время и из-за границы.
В 1913 году Мичурин отказался от предложения Департамента земледелия США переехать в Америку или продать свою коллекцию растений. Некоторые исследователи высказывают сомнения в том, что таковое предложение имело место быть. Те же авторы указывают, что первоначально Мичурин рассматривал возможность продажи своей коллекции американцам. Об этом он, в частности, писал русскому садоводу А. Д. Воейкову. Возможно, что осуществлению этих планов помешало начало Первой мировой войны в 1914 году.
Летом 1915 году, в годы Первой мировой войны, в Козлове свирепствовала эпидемия холеры. В этот год умерла жена Мичурина — Александра Васильевна.
В этом же году обильный паводок ранней весной затопил питомник, после чего сильные морозы и спад воды разрушили льдом школу двухлеток, предназначенных к продаже. При этом погибли многие гибриды.
Однако в годы войны Мичурин нашёл подтверждение ряда своих суждений и взглядов по закону наследования у растений, методики выведения сортов. Это удержало Мичурина на прежнем уровне его деятельности, позволив Ивану Владимировичу подавить личное горе.
Почти каждый номер журнала «Прогрессивное садоводство и огородничество» начинался передовицей Мичурина. В этот период начали плодоносить многие гибриды: «бельфлер» × «китайка»; «антоновка» × «яблоня Недзвецкого»; «белый зимний кальвиль» × «китайка»; «ренет ананасный» × «китайка»; «уссурийская груша» × «бере диль»; «уссурийская» × «бере Гарниш Гарницкий»; «бере Лигеля» × «сеянец бергамота» и др. К этому времени относится первое плодоношение актинидии «коломикта» и первое цветение лилии «фиалковой» и других гибридов.
В 1916 году студенческий кружок любителей садоводства при Петровской сельскохозяйственной академии запросил Мичурина, вышел ли из печати его капитальный труд о выведении новых сортов плодовых растений. Мичурин, однако, жаловался на нехватку средств и персонала для научной обработки накопившегося материала.

Дело в том, что для издания такого сложного и очень объемистого сочинения потребуются большие денежные средства, а их нет. Затем, для научной обработки и систематического изложения накопившихся в течение 49 лет в количестве нескольких тысяч страниц текста и нескольких сот фотографических снимков с натуры необходимо затратить много труда.

До революции в питомнике Мичурина было более 900 сортов растений, выписанных из США, Франции, Германии, Японии и других стран.

### Деятельность после революции 1917 года
Не покидая своего питомника в течение всего периода Февральской революции 1917 года, на другой же день после Октябрьской революции 1917 года, несмотря на продолжавшуюся на улицах стрельбу, Мичурин явился в только что организованный уездный земельный отдел, где встретился с бывшим батраком Дедовым, комиссаром земельного отдела, и заявил ему: «Я хочу работать для новой власти». Последний распорядился в тот же день созвать по делу Мичурина заседание коллегии, обещал поставить в известность Наркомзем и предложил Земельному комитету Донской слободы принять меры к охране питомника. Дедов оказал Мичурину и его семье материальную помощь и помощь продовольствием.
В 1934 году на базе станции создана Центральная генетическая лаборатория, в настоящее время — Всероссийский НИИ генетики и селекции плодовых растений им. И. В. Мичурина (ВНИИГ И СПР РАСХН), занимается разработкой методов выведения новых сортов плодовых культур, селекционной работой. В результате плодотворной деятельности учёного город Мичуринск превратился в общероссийский центр садоводства, впоследствии здесь также появился НИИ плодоводства им. Мичурина, Мичуринский государственный аграрный университет. Мичуринский район имеет крупные плодопитомники и плодоводческие хозяйства.
18 июля 1918 года Дедов писал Мичурину:

Препровождая при сем копию постановления Коллегии от 29 июня и копии отношений в местный совет и Московский комиссариат земледелия, агрономический отдел просит Вас, Иван Владимирович, покойно продолжать Вашу исключительно полезную для Родины работу…

29 июня 1918 года Коллегия Козловского уездного комиссариата земледелия, изучив питомник Мичурина, в своём заседании приняла постановление о его национализации:

Вследствие того что плодовый питомник Мичурина при Донской слободе, в количестве 9 десятин, по имеющимся в комиссариате документальным сведениям, является единственным в России по выводке новых сортов плодовых растений… признать питомник неприкосновенным, оставившего временно до передачи в ведение Центрального комитета (Наркомзем) за уездным комиссариатом, о чём известить соответствующие волостной и местный советы, Мичурину предоставить право на пользование питомником в размере 9 десятин и просить продолжать полезную для государства работу по своему усмотрению. На производство работ выдать пособие в размере 3000 руб., одновременно с сим сообщить о состоявшемся постановлении Московскому комиссариату земледелия (Наркомзем) с просьбой о принятии указанного питомника в своё ведение и под своё руководство".

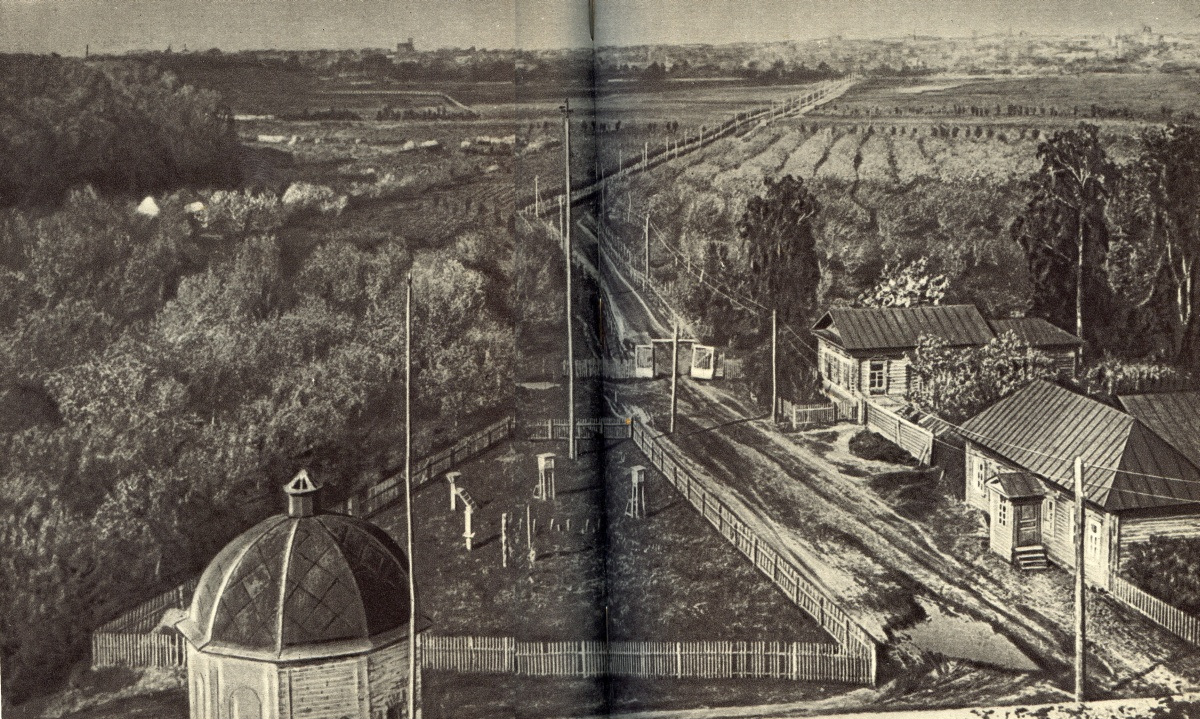
Репродукционное отделение центральной генетической плодово-ягодной лаборатории имени И. В. Мичурина

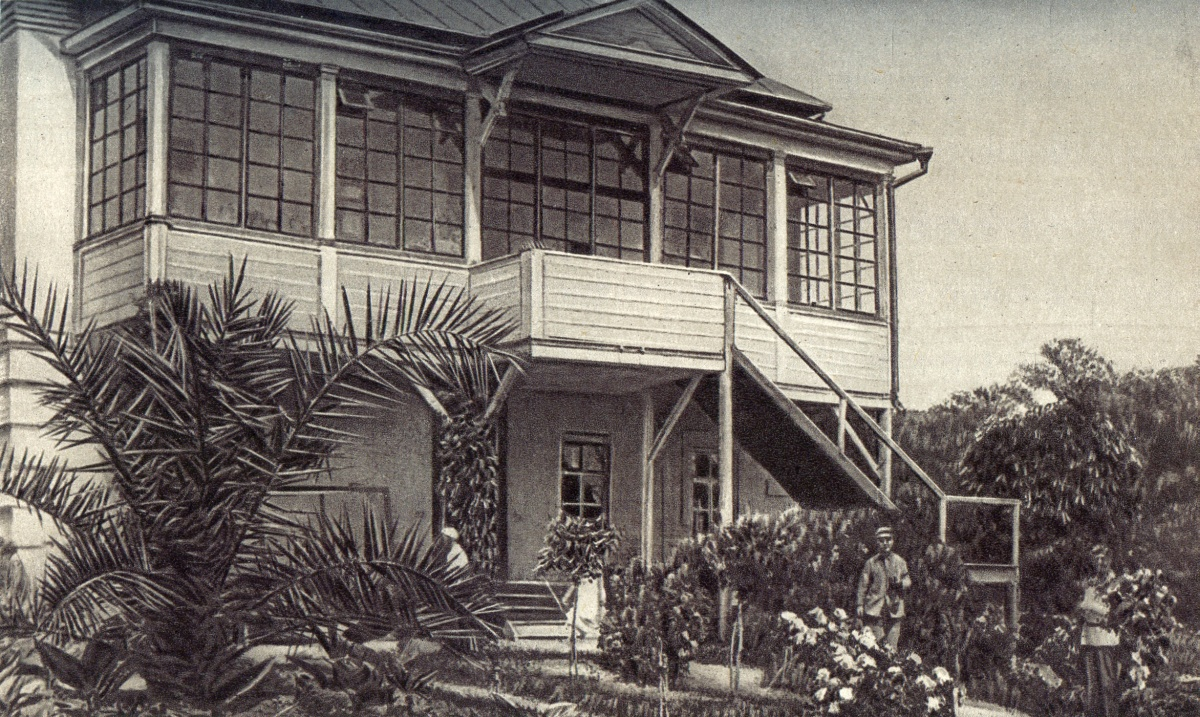
Здание электробиологической и физиологической лабораторий (репродукционное отделение Центральной генетической плодово-ягодной лаборатории имени И. В. Мичурина)

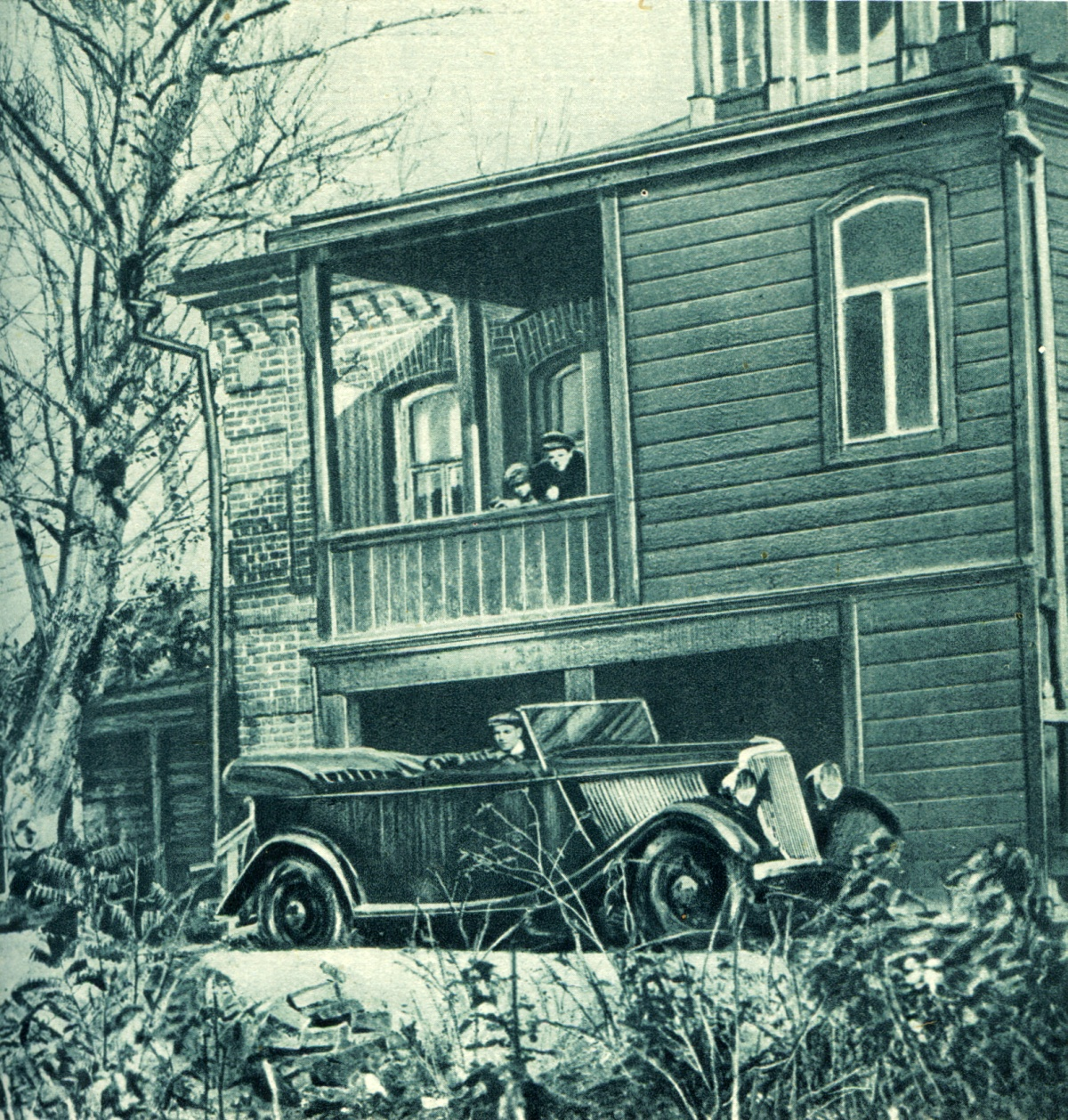
Вход в дом И. В. Мичурина

22 ноября 1918 года Народный комиссариат земледелия принял питомник в своё ведение, утвердив И. В. Мичурина в должности заведующего им с правом приглашения персонала для более широкой постановки дела.
К весне 1919 года количество экспериментов в саду Мичурина возросло до нескольких сотен. В то же время Мичурин принимал участие в агрономических работах Наркомзема, консультировал специалистов сельского хозяйства по вопросам селекции, борьбы с засухой, поднятия урожайности, посещал местные агрономические совещания.
В своей статье 1919 года Мичурин призывал агрономов работать на пользу нового общественного строя:

… и настоящим работникам дела садоводства явится возможность продолжать свою деятельность при новом строе, быть может, ещё в более широком масштабе; лишь было бы искреннее желание работать для общей пользы, вести дело по пути прогресса, а не цепляться за прежние формы жизни и толочься на одном месте, нюнить о вчерашнем дне. Нельзя цепляться за часть, когда целое стремится вперед.

В эти и последующие годы Мичурин неоднократно писал:
Плодоводы будут правильно действовать в тех случаях, если они будут следовать моему постоянному правилу: Мы не можем ждать милостей от природы; взять их у неё — наша задача.
Из-за непонимания её смысла фраза стала символом потребительского отношения к природе.
К 1920 году Мичурин вывел свыше 150 новых гибридных сортов, среди которых были: яблонь — 45 сортов, груш — 20, вишен — 13, слив (среди них три сорта ренклодов) — 15, черешен — 6, крыжовника — 1, земляники — 1, актинидии — 5, рябины — 3, грецкого ореха — 3, абрикосов — 9, миндаля — 2, айвы — 2, винограда — 8, смородины — 6, малины — 4, ежевики — 4, шелковицы (тутовое дерево) — 2, ореха (фундук) — 1, томатов — 1, лилии — 1, белой акации — 1.
Кроме нового гибридного ассортимента, в питомнике имелось свыше 800 видов исходных растительных форм, собранных Мичуриным с самых различных точек земного шара.
Представители нового мичуринского ассортимента, главным образом яблони, груши, вишни и сливы, в количестве 50 000 штук деревьев были приобретены в период между 1888 и 1916 годами различными любительскими хозяйствами в 60 губерниях.
Большинство сортов находилось в питомнике в состоянии маточных деревьев и не получило репродукции.
В 1920 году Мичурин пригласил на работу агронома-плодовода И. С. Горшкова, который работал в то время в Козлове уездным специалистом по садоводству и был последователем Мичурина. Пользуясь поддержкой местных органов власти, Горшков в январе 1921 года организовал репродукционное отделение питомника на землях бывшего Троицкого монастыря, который был расположен в 5 километрах от усадьбы и питомника И. В. Мичурина.
В 1922 году Мичуринский питомник посетил М. И. Калинин.

## Селекционная деятельность

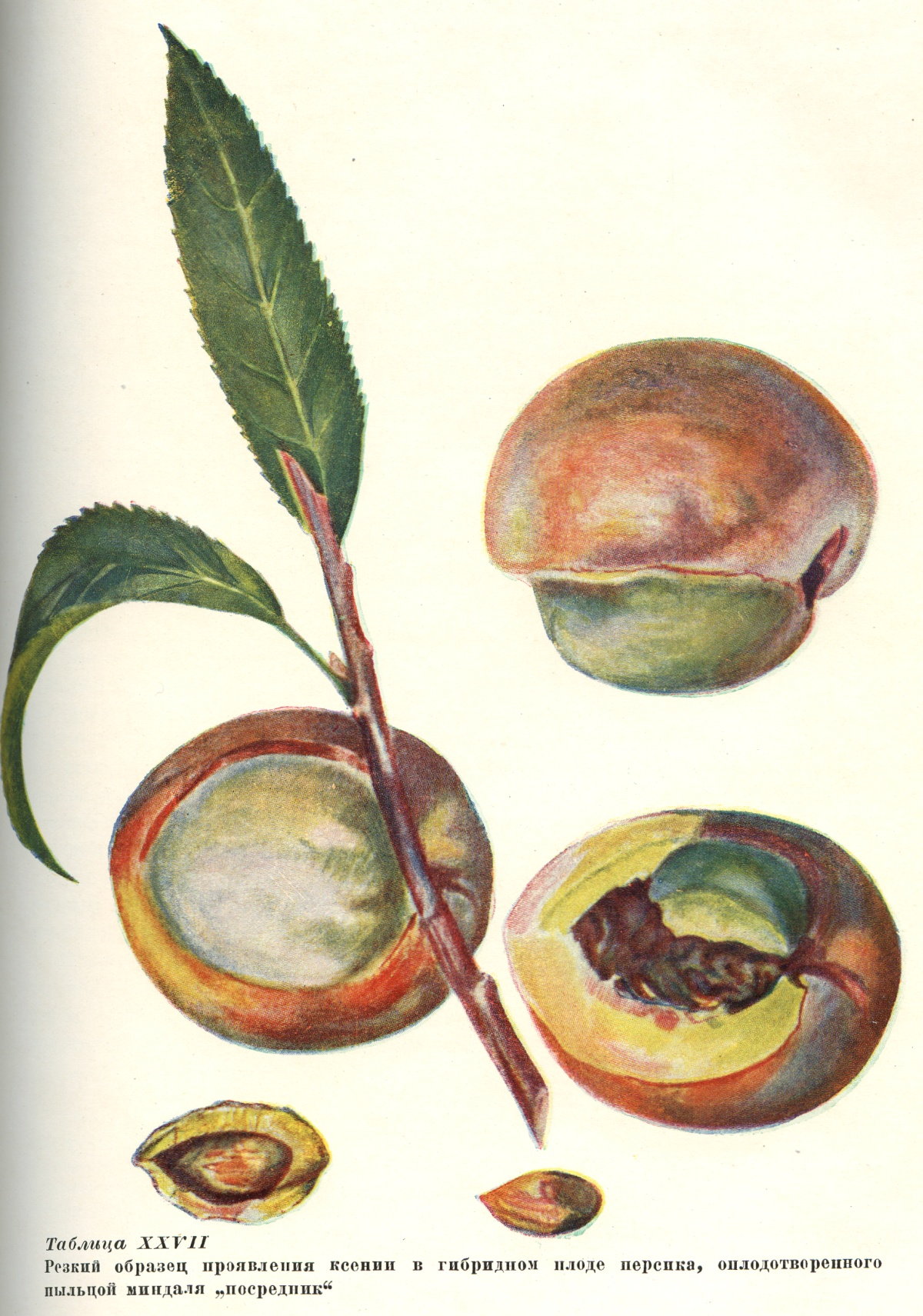
Редкий образец проявления ксении в гибридном плоде персика, оплодотворённого пыльцой миндаля «Посредник», иллюстрация из книги И. В. Мичурина «Итоги шестидесятилетних работ», М.: Сельхозгиз, 1936

Разработал методы селекции плодово-ягодных растений методом отдалённой гибридизации (подбор родительских пар, преодоление нескрещиваемости и другое).
В своих работах широко применял скрещивание географически отдалённых форм. Так, скрещивая сорт французской груши Бере рояль с дикой уссурийской и выращивая сеянцы в условиях средней полосы России, он создал сорт Бере зимняя, сочетающий высокие вкусовые качества плодов с зимостойкостью.
В автобиографии Мичурин писал:

Через мои руки прошли десятки тысяч опытов. Я вырастил массу новых разновидностей плодовых растений, из которых получилось несколько сот новых сортов, годных для культуры в наших садах, причём многие из них по своим качествам нисколько не уступают лучшим иностранным сортам.
Теперь даже самому не верится, как я, со своим слабым, болезненным сложением, мог вынести всё это. Только всепоглощающая страсть, до полного самозабвения, могла дать ту невероятную стойкость организму, при которой человек становится способным выполнить непосильный для него труд…
Я, как помню себя, всегда и всецело был поглощён только одним стремлением выращивать те или иные растения. И настолько сильно было такое увлечение, что я почти совершенно не замечал многих остальных деталей жизни; они как-то все прошли мимо меня и почти не оставили следа в памяти.

В 45-летнем возрасте (1900 год) Мичурин установил жёсткий режим рабочего времени, который остался неизменным до конца его жизни. Встав в 5 утра, Мичурин до 12 работал в питомнике с перерывом на чай в 8 утра, до получасового обеда в 12 опять работал в питомнике, после чего он тратил полтора часа на чтение газет и просмотр специальных периодических журналов, час на отдых. С 3 до 5 Мичурин работал в питомнике или комнате, в зависимости от обстоятельств и погоды, в 9 вечера — ужин на 20 минут, до 12 — работа над корреспонденциями и затем — сон. Комната Мичурина служила кабинетом, лабораторией, библиотекой, мастерской точной механики и оптики и даже кузницей (изобретённые инструменты: секаторы, гайфусы, барометры, окулировочная машина и тому подобное). Оборудование Мичурин ковал и паял при помощи печи собственной конструкции.
Мичурин уединился в своей небольшой усадьбе, отказавшись от общения, не связанного с кругом своих профессиональных интересов. В частности, он игнорировал разночинную и купеческую среду Козлова того времени. В то же время его переписка с корреспондентами-садоводами и иностранными учёными и число посетителей его питомника постоянно возрастали.
Летом 1912 года канцелярия Николая II послала в Козлов к Мичурину одного из своих видных чиновников — полковника Салова. Полковник был удивлён скромным видом усадьбы Мичурина, которая состояла из кирпичного флигеля и плетнёвого сарая, а также бедной одеждой её владельца, которого он принял сначала за сторожа. Салов ограничился обозрением плана питомника, не заходя в него, и рассуждениями о святости «патриотического долга», малейшее отступление от которого «граничит с крамолой». Через полтора месяца Мичурин получил два креста: «Анну» 3-й степени и «Зелёный крест» «за труды по сельскому хозяйству».
Усиливавшееся паломничество к маленькому домику и саду Мичурина и полное равнодушие Мичурина к церкви вызвали подозрения среди мещан и духовенства, и появилось мнение о нём как о вредном гордеце и «фармазоне». Протопоп Христофор Потапьев, окончивший духовную академию и слывший в Козлове за умного и красноречивого проповедника, посетил питомник Мичурина через месяц после отъезда Салова и потребовал от него прекращения опытов со скрещиванием растений, о чём Иван Владимирович Мичурин потом неоднократно вспоминал как о забавном случае из своей жизни. «Твои скрещивания, — заявил протопоп, — отрицательно действуют на религиозно-нравственные помыслы православных… Ты превратил сад божий в дом терпимости!».

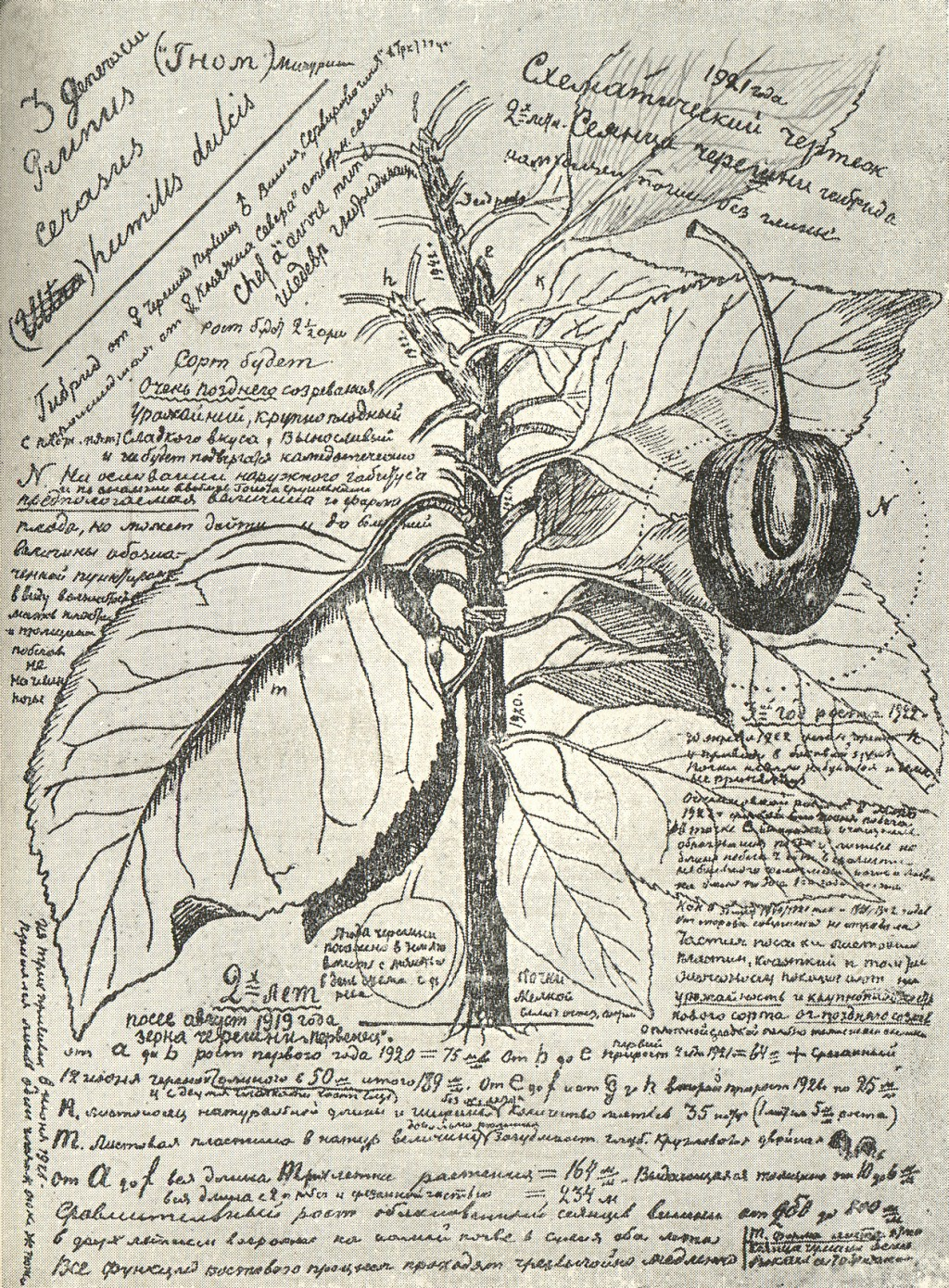
Страница из дневника И. В. Мичурина с записями и зарисовками, касающимися вишне-черешневых гибридов. Относится к периоду 1920—1922 гг.

Страницы из дневника Мичурина

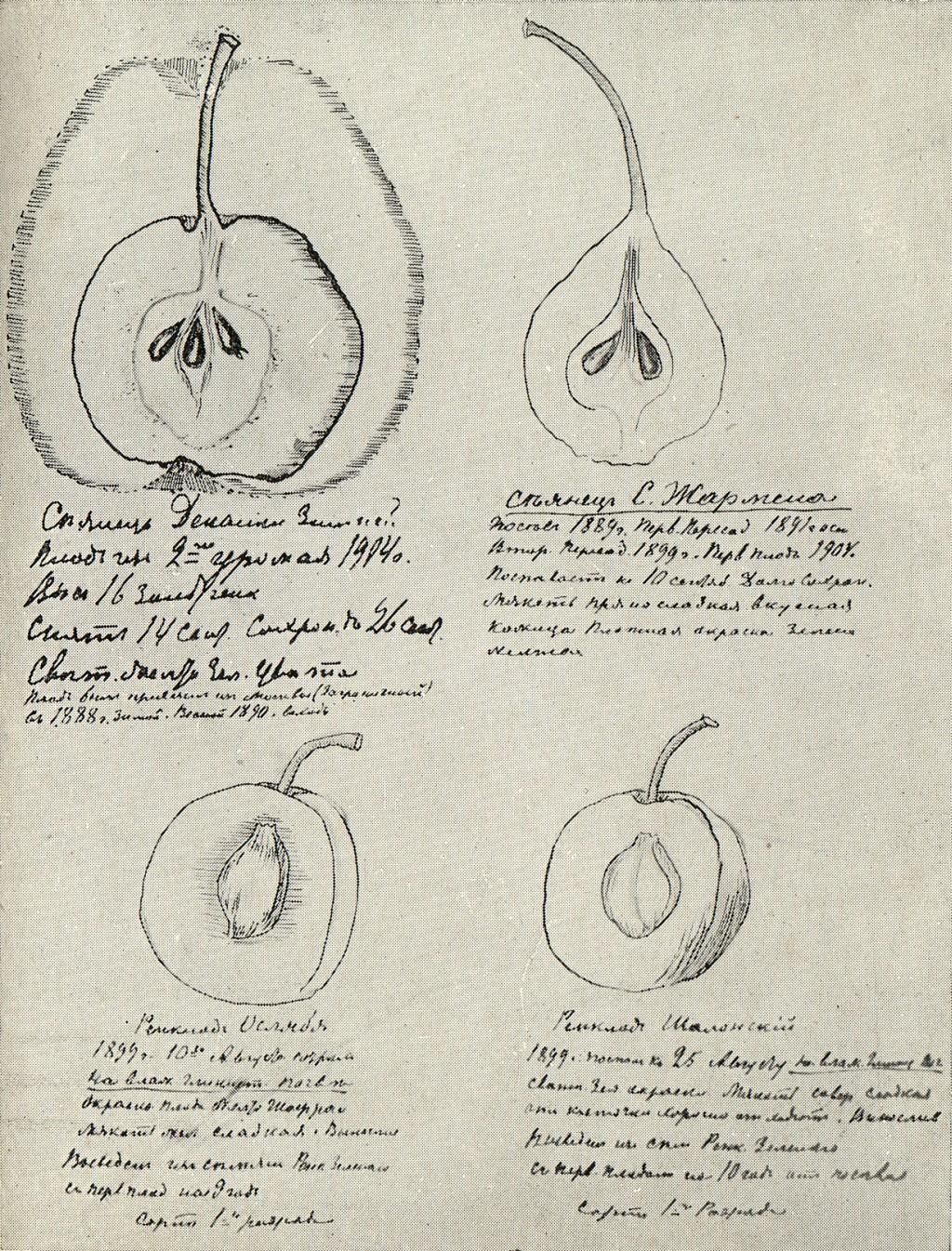
Страница с зарисовками плодов из дневника И. В. Мичурина. Относится к периоду 1899-1904 г. г.
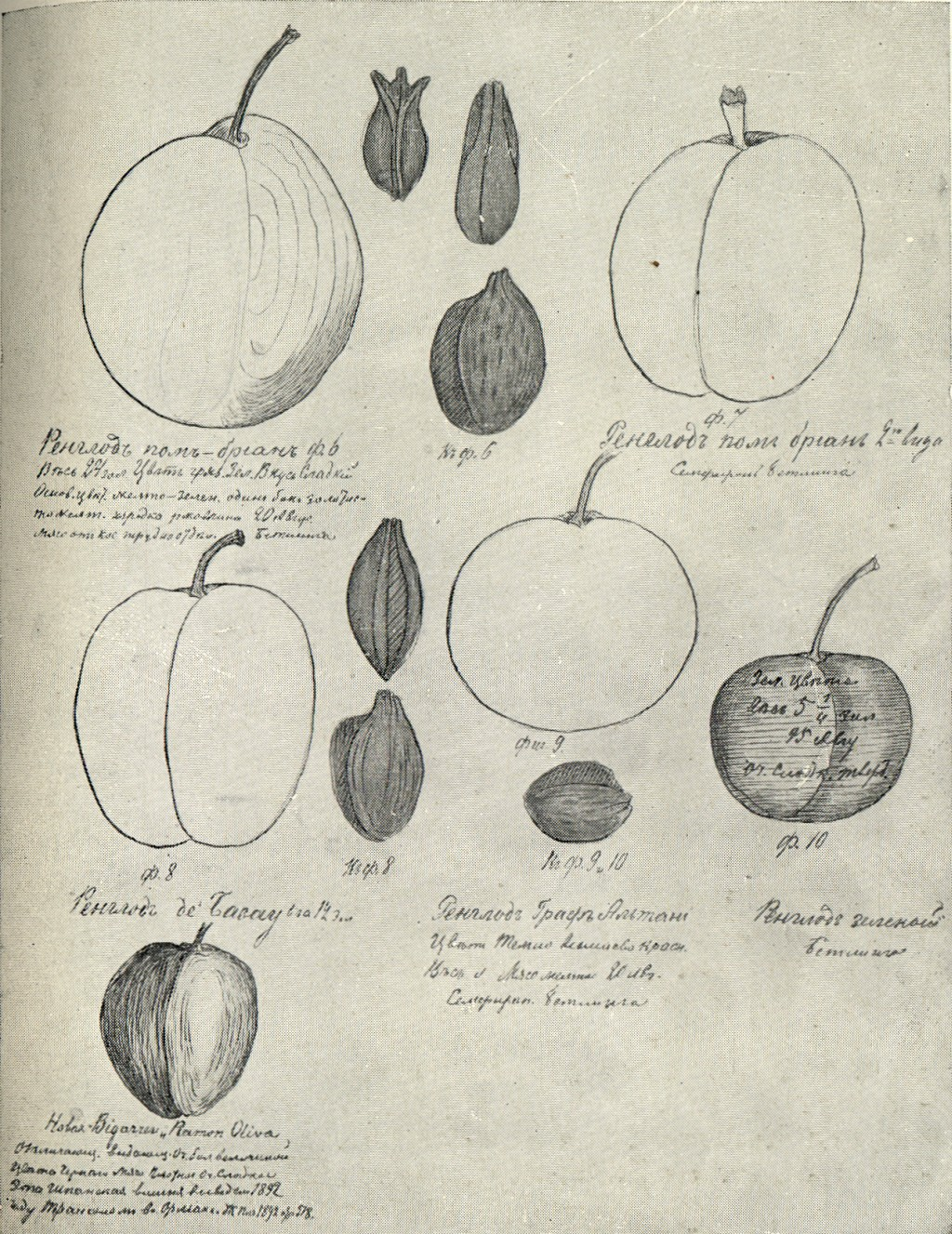
Страница из дневника И. В. Мичурина с зарисовками плодов сливы. Относится к 1900-м годам
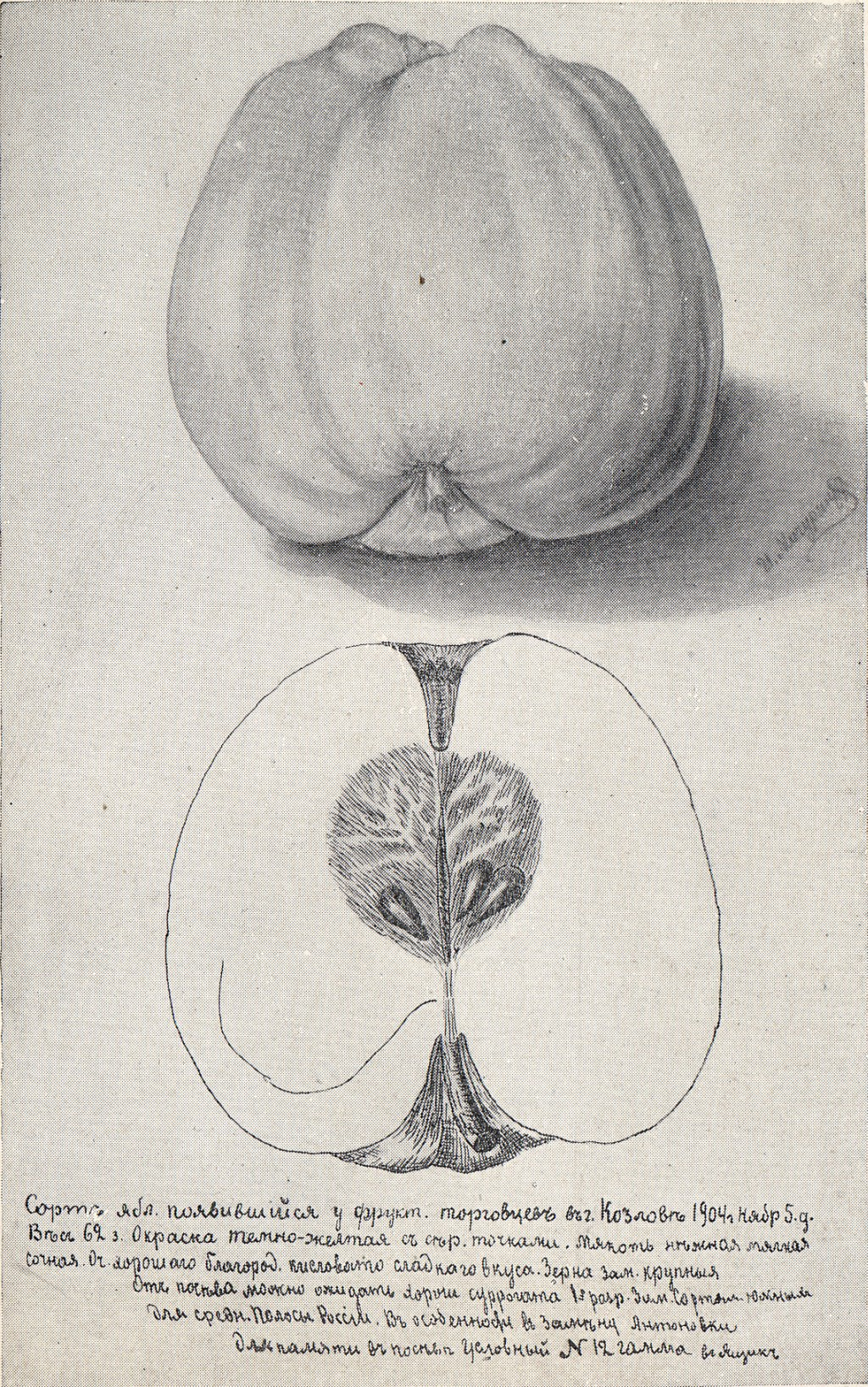
Рисунки И. В. Мичурина из его дневника
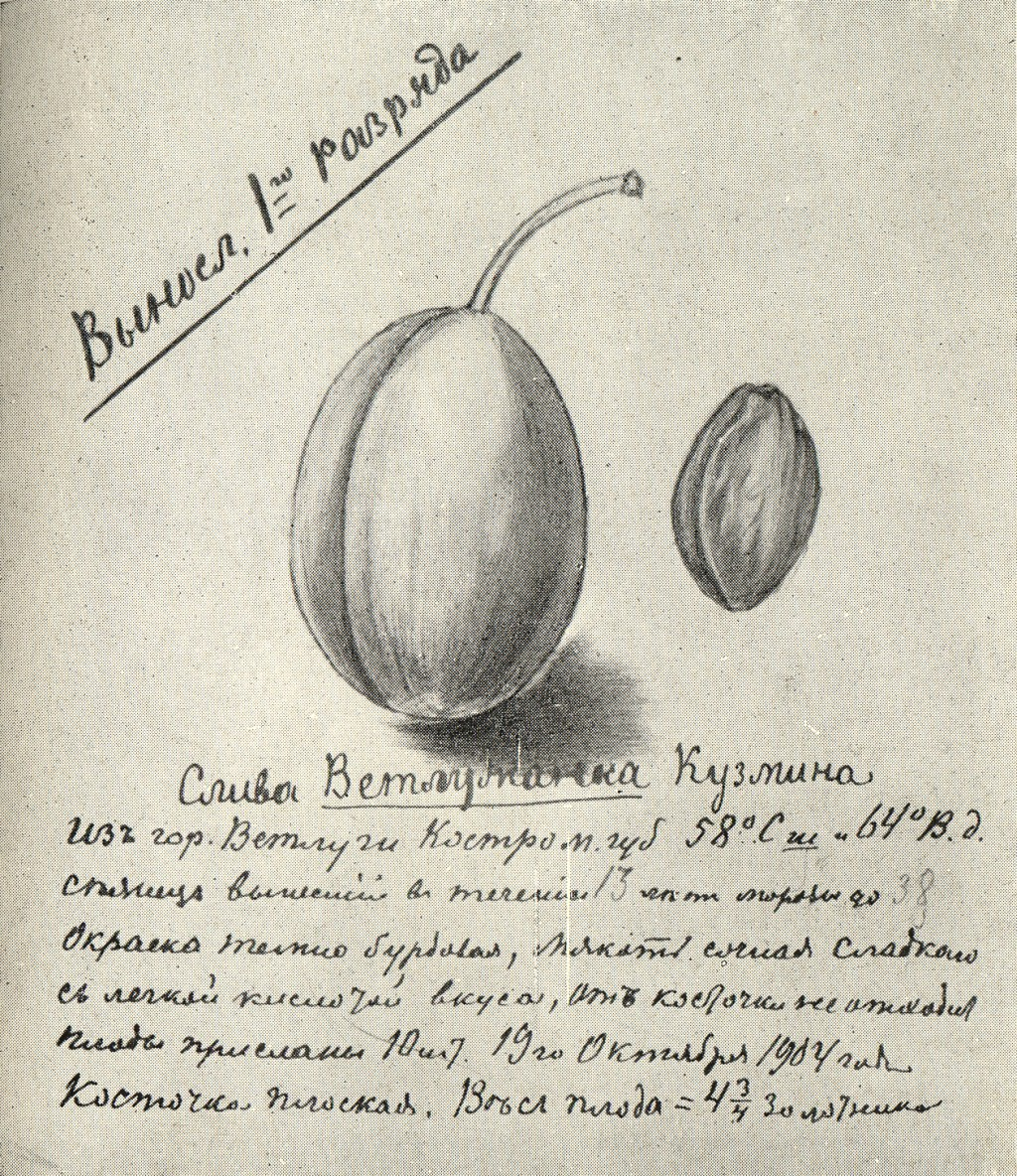
Страница из дневника И. В. Мичурина, 1904 год.

Сорта вишен:

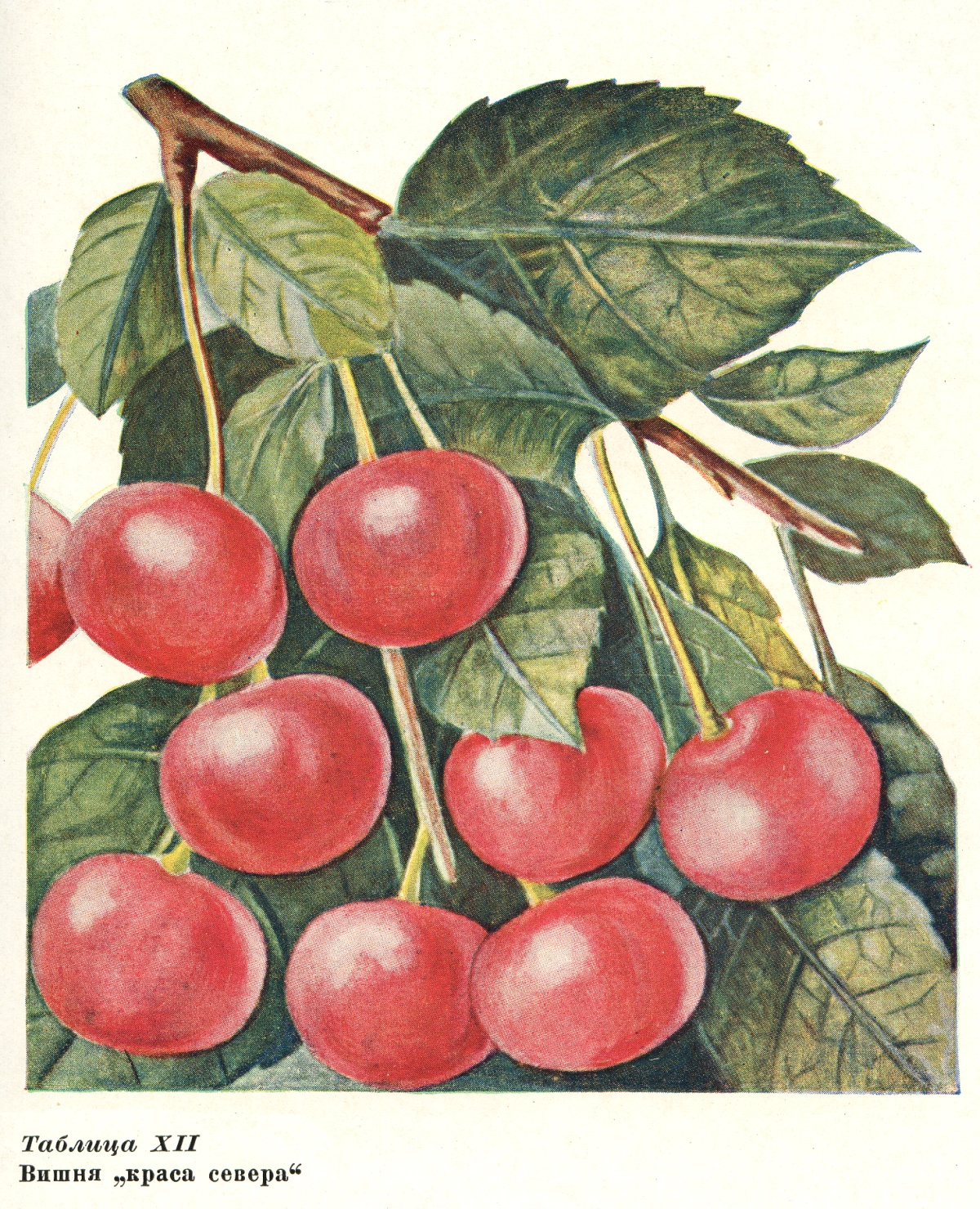
Вишня «Краса севера»
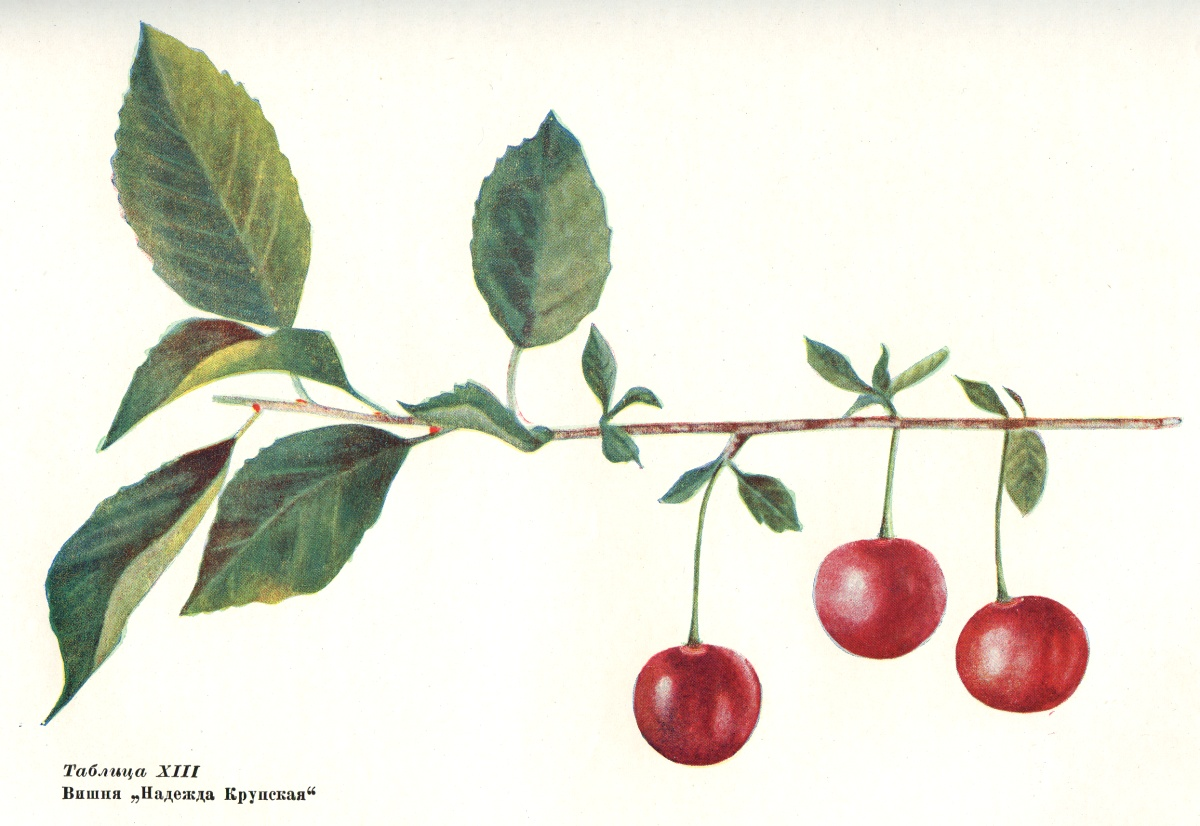
Вишня «Надежда Крупская»
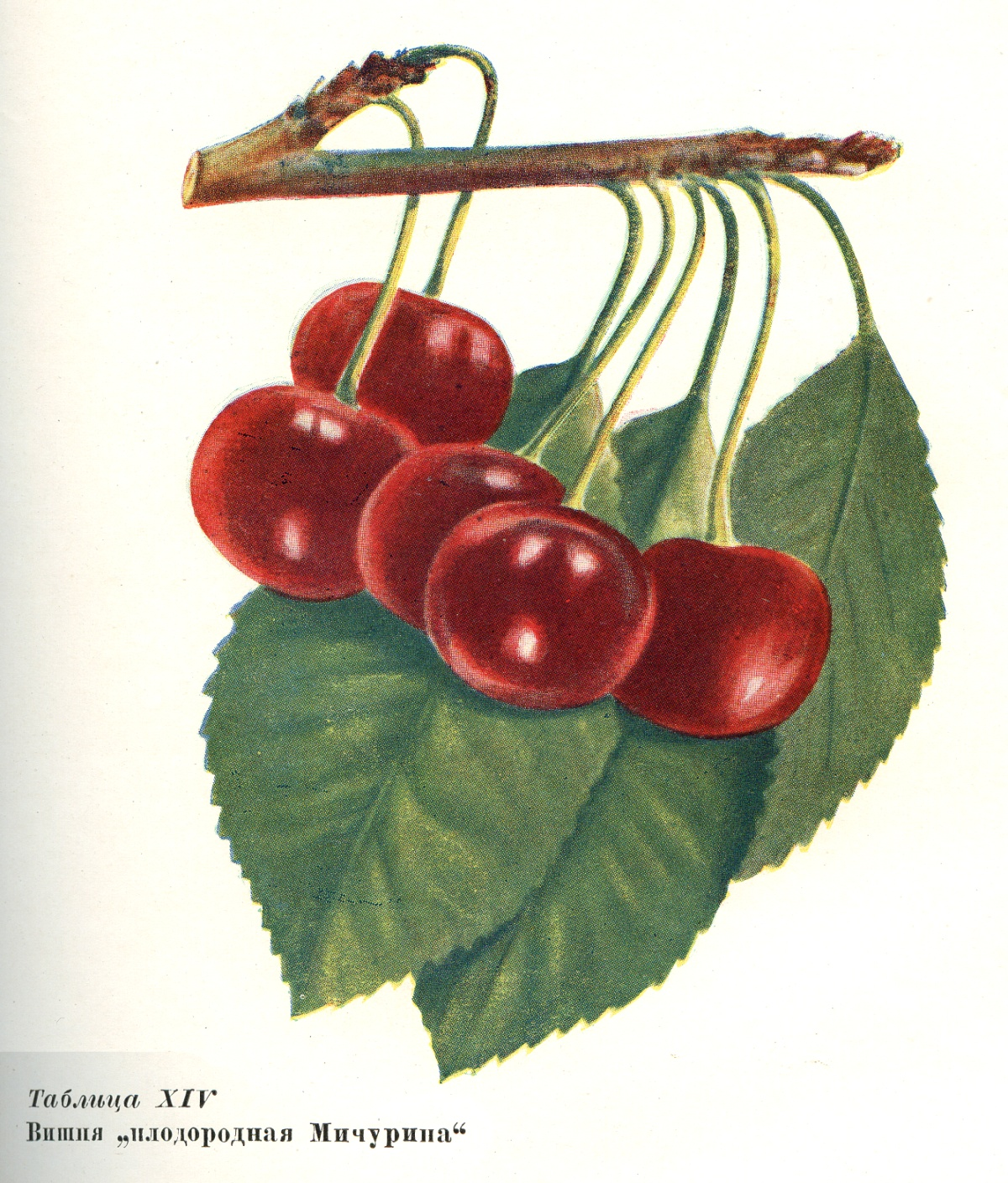
Вишня «Плодородная Мичурина»
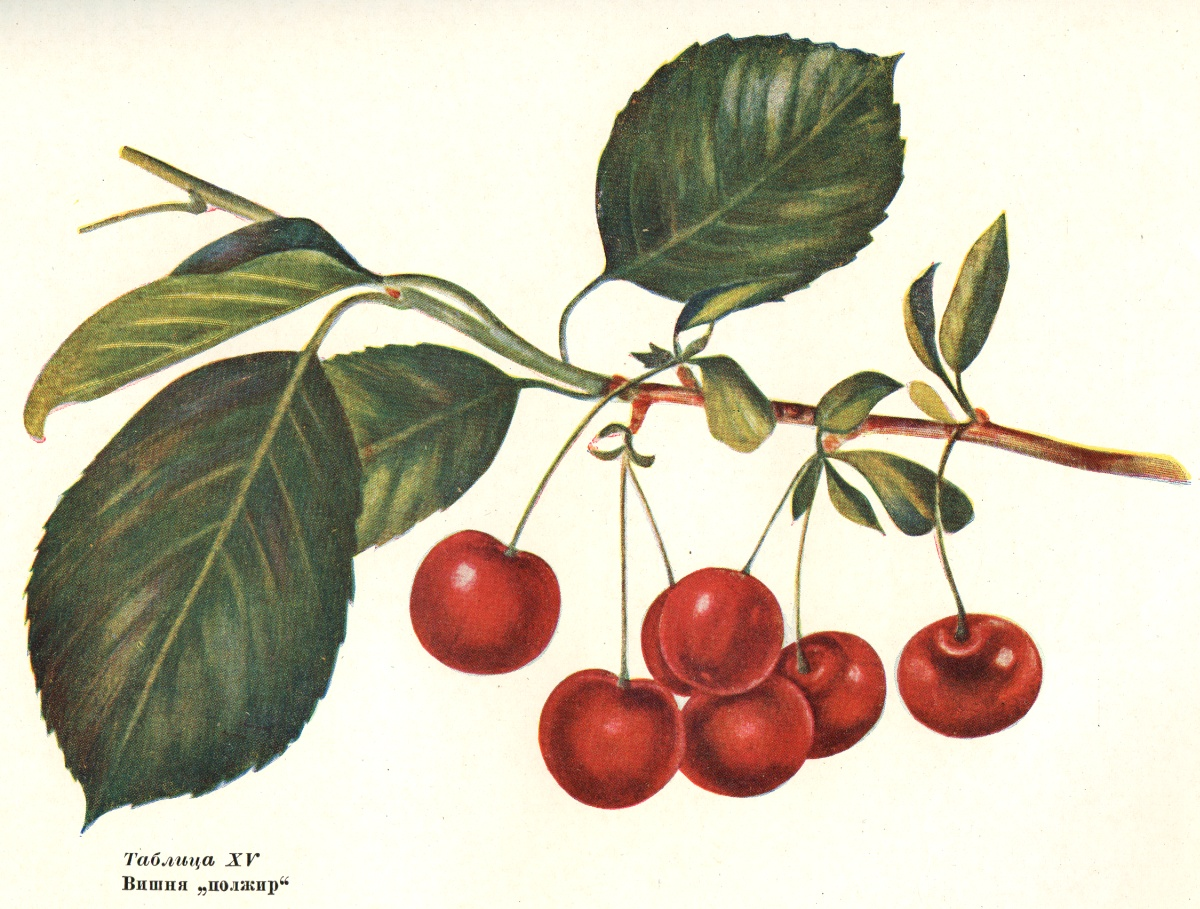
Вишня «Полжир»
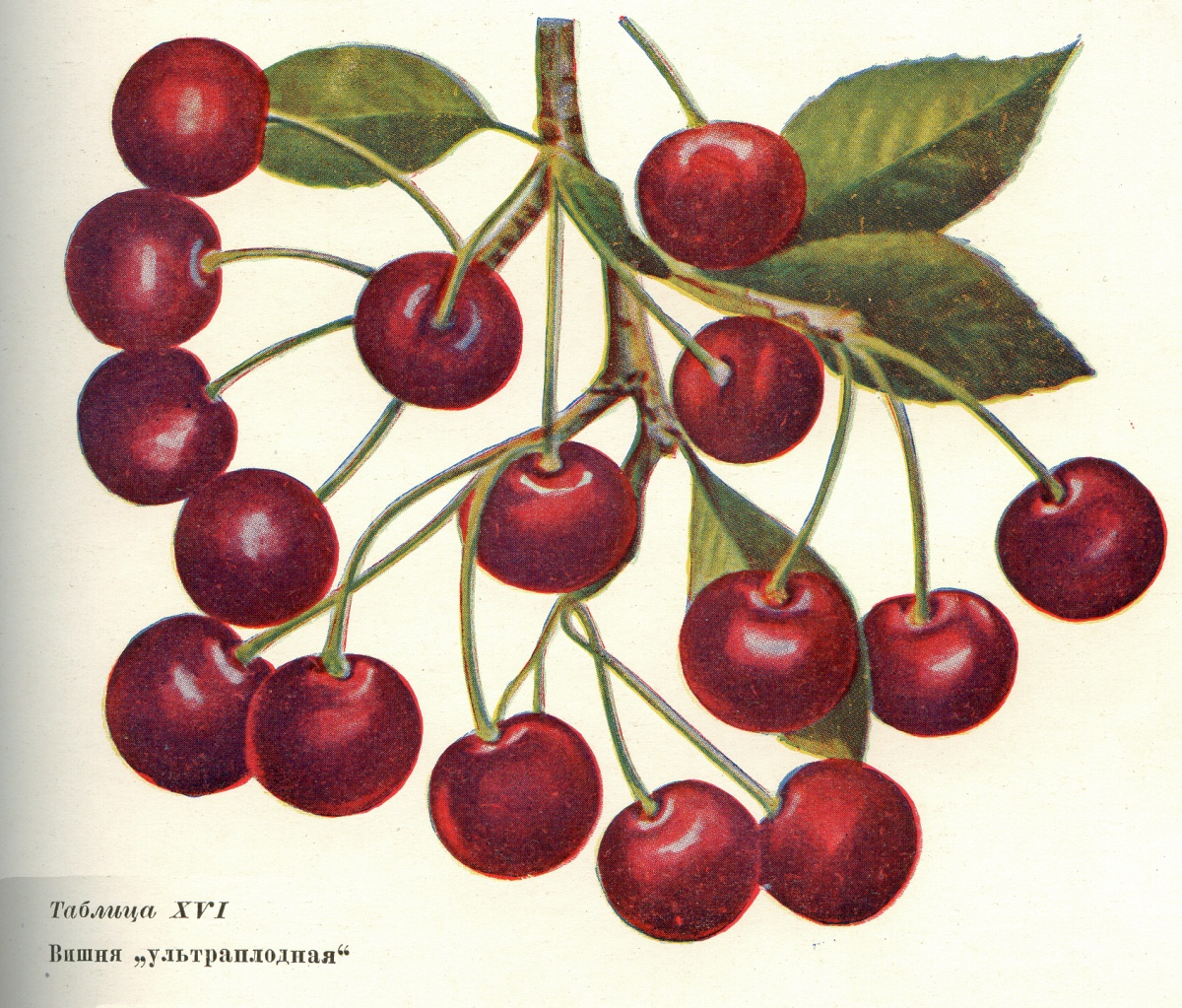
Вишня «Ультраплодная»
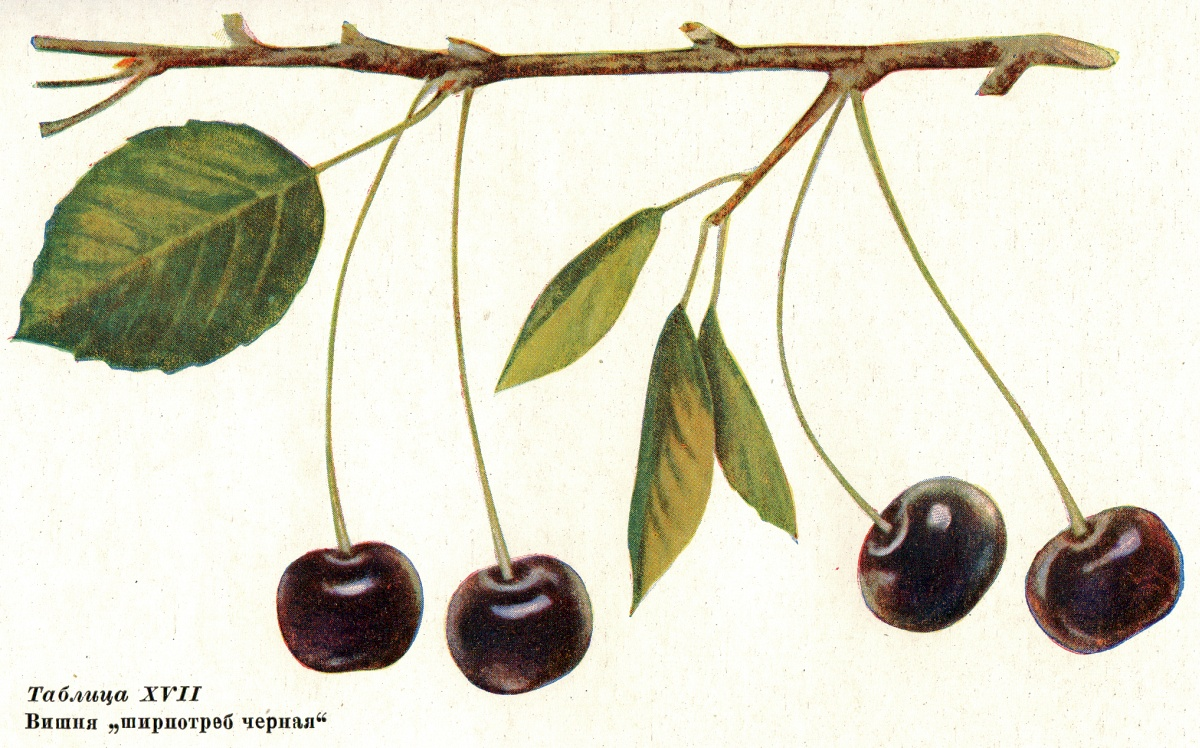
Вишня «Ширпотреб чёрная»

Сорта яблонь:

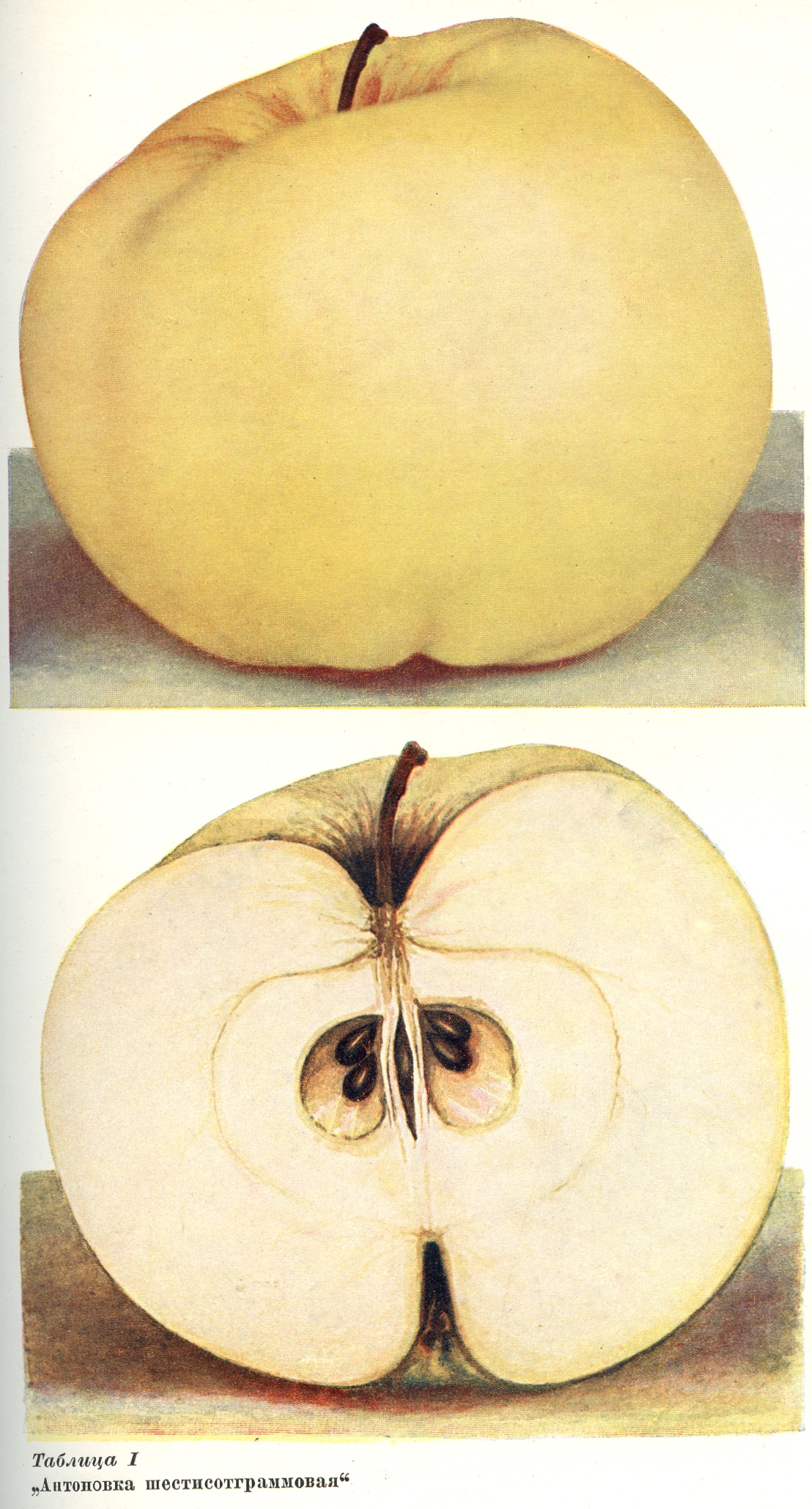
Яблоня «Антоновка шестисотграммовая»
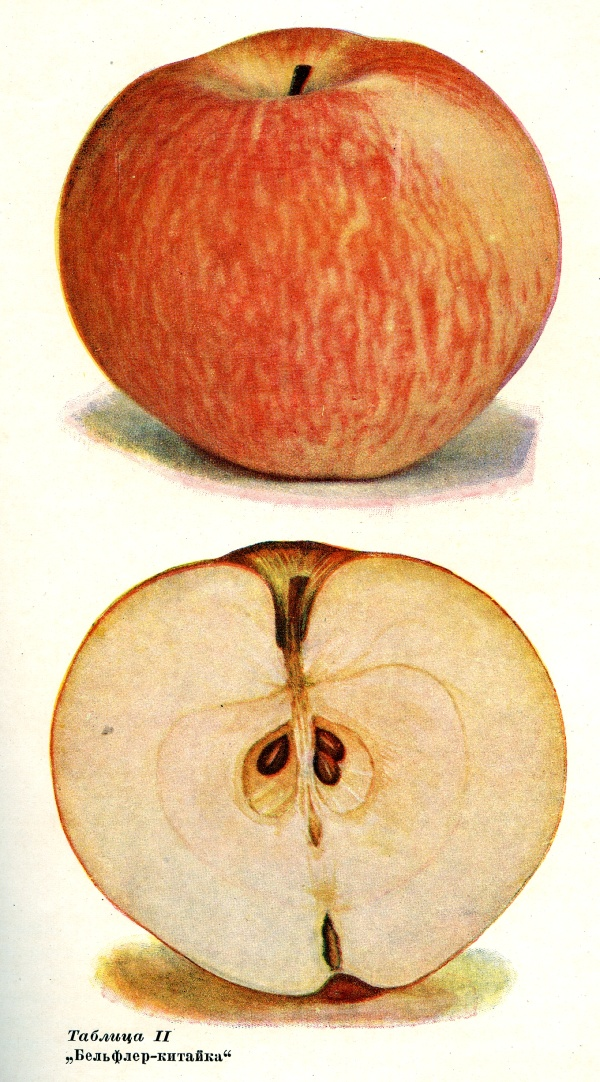
Яблоня «Бельфлёр-китайка»
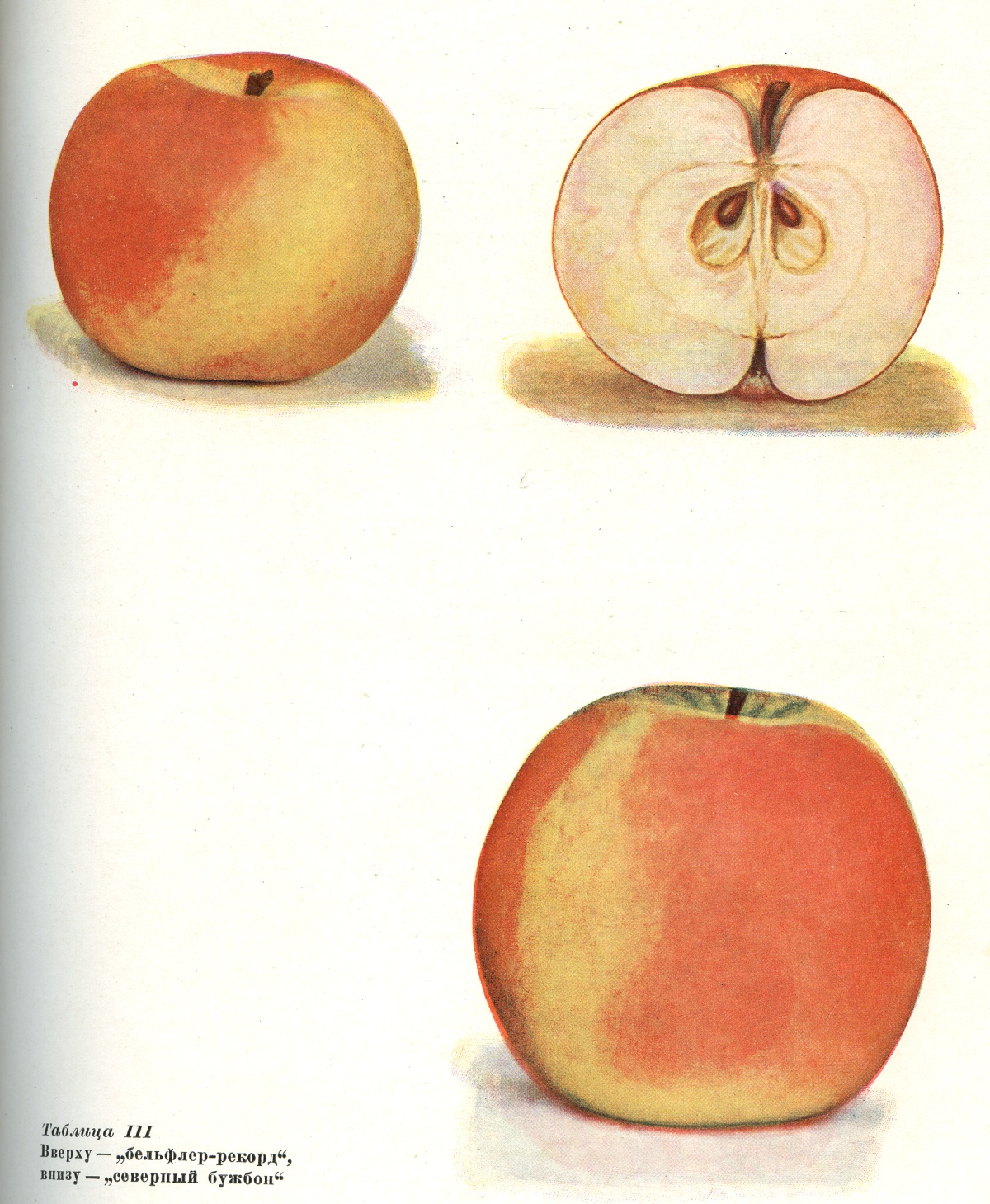
Яблоня «Бельфлёр-рекорд», внизу — «Северный бужбон»
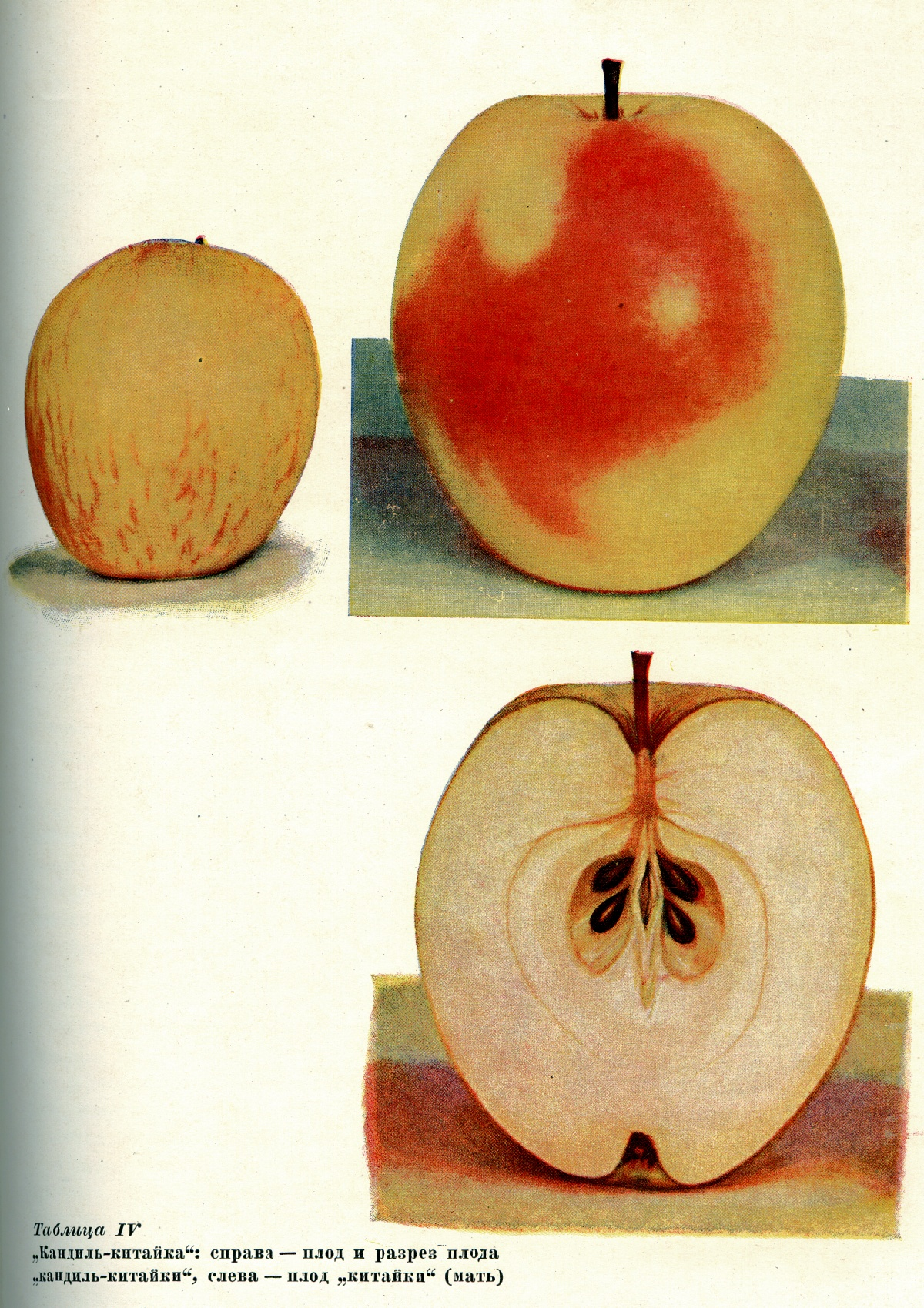
Яблоня «Кандиль-китайка», слева — плод «Китайки» (мать)
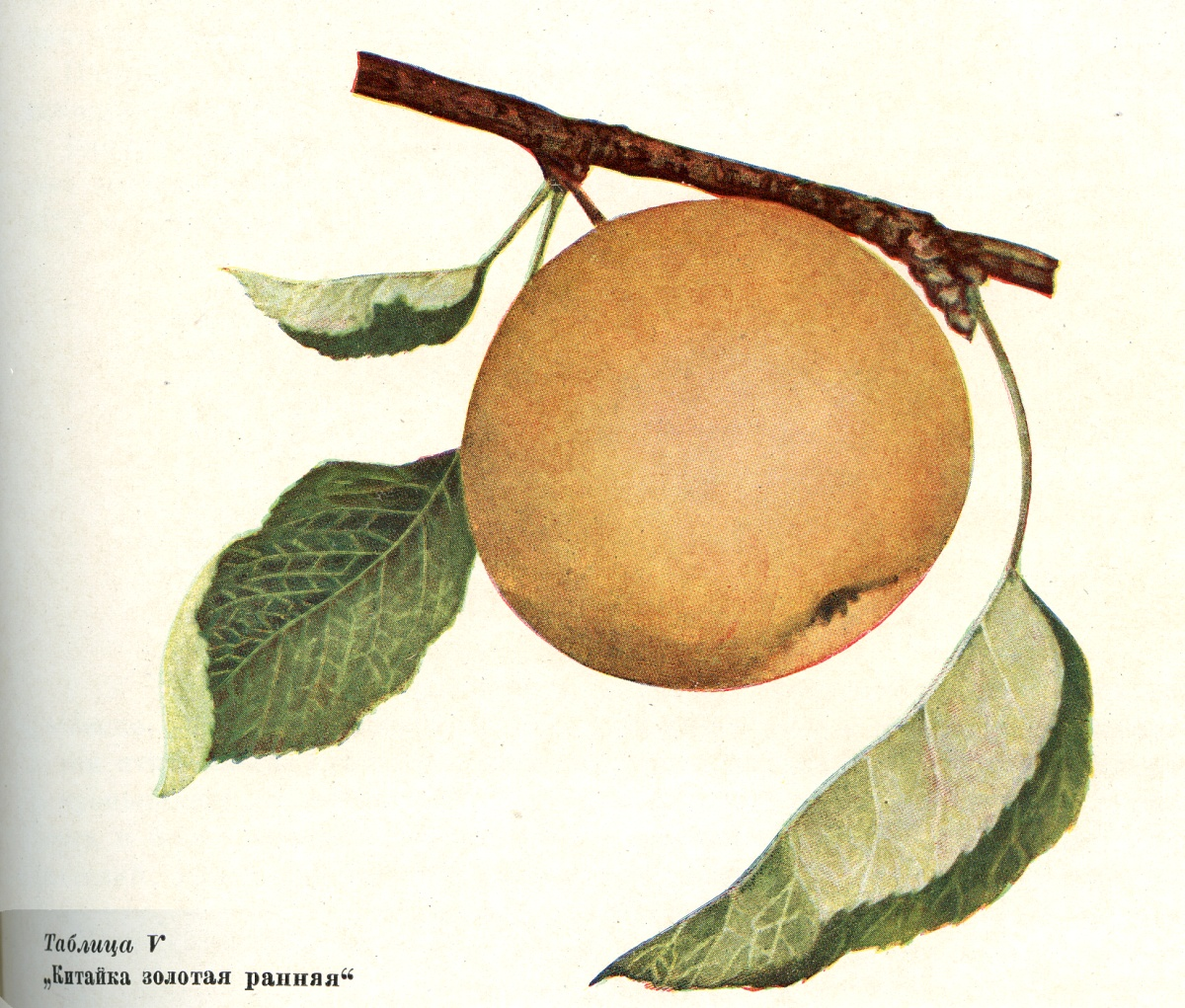
Яблоня «Китайка золотая ранняя»
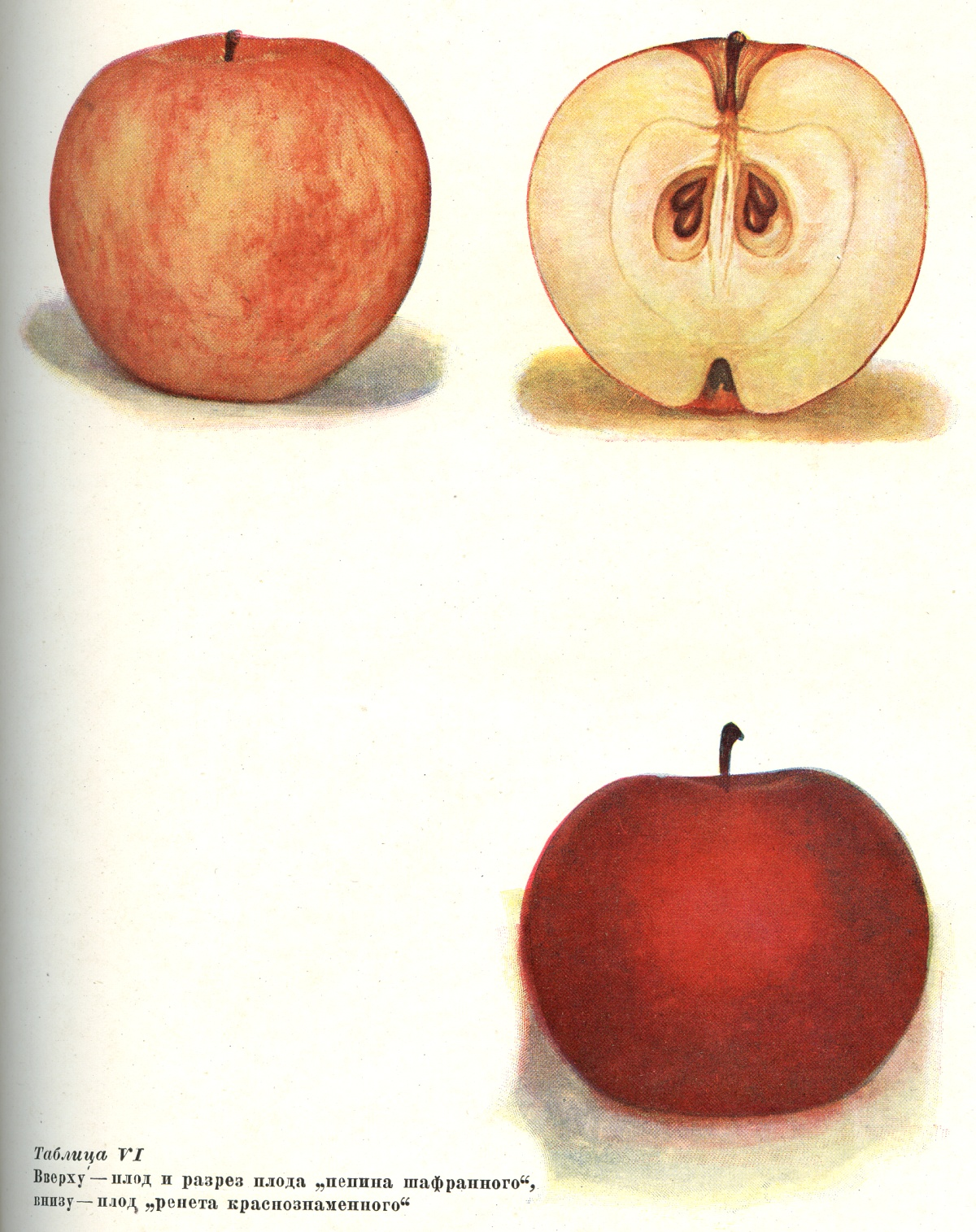
Яблоня «Пепин шафранный», внизу - «Ренет краснознамённый»
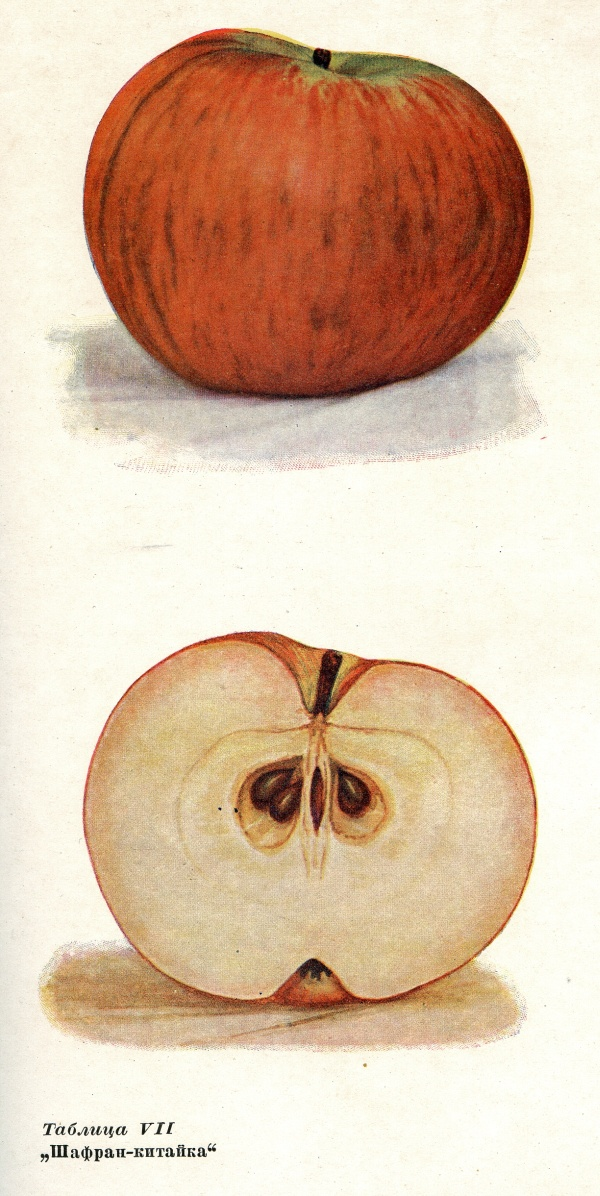
Яблоня «Шафран-китайка»
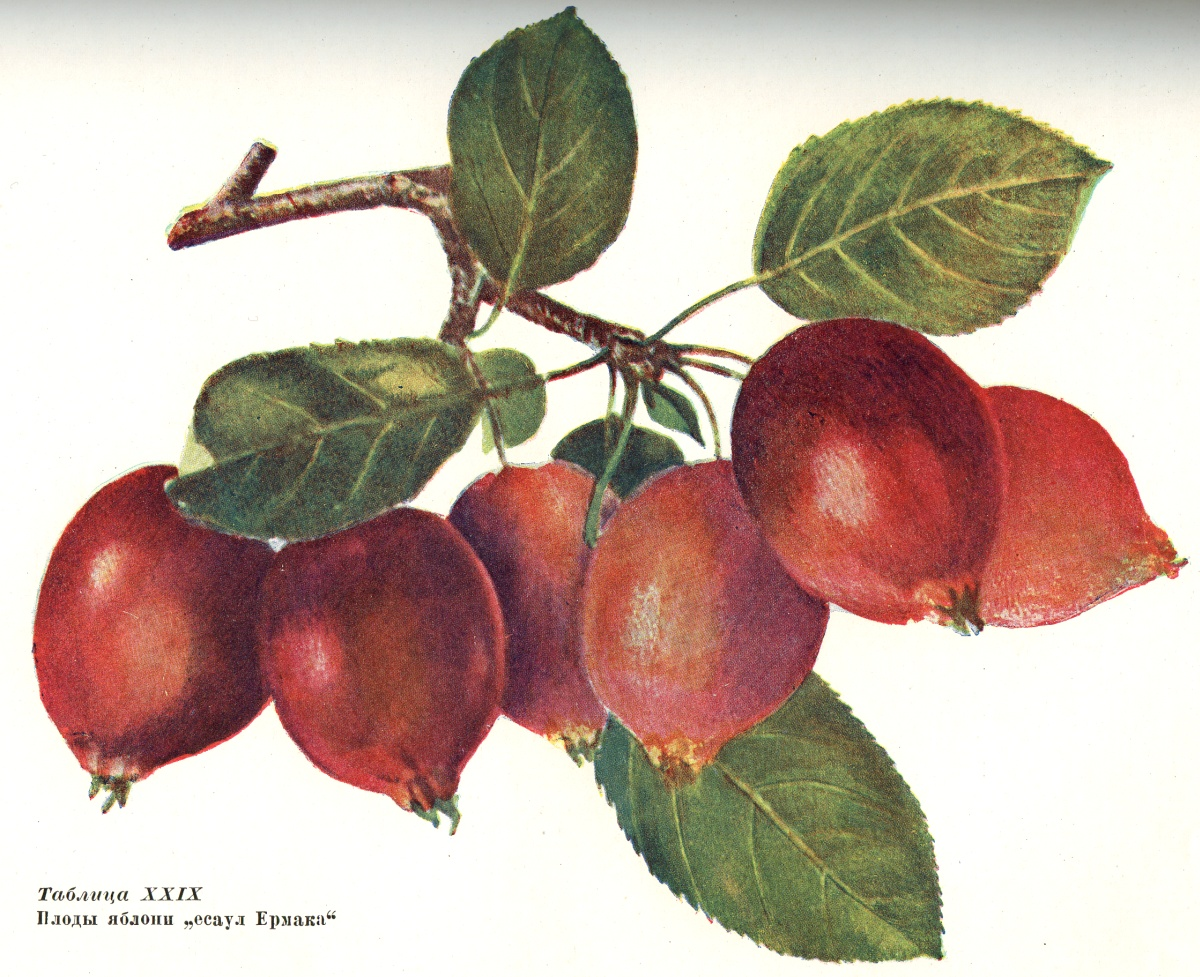
Яблоня «Есаул Ермака»
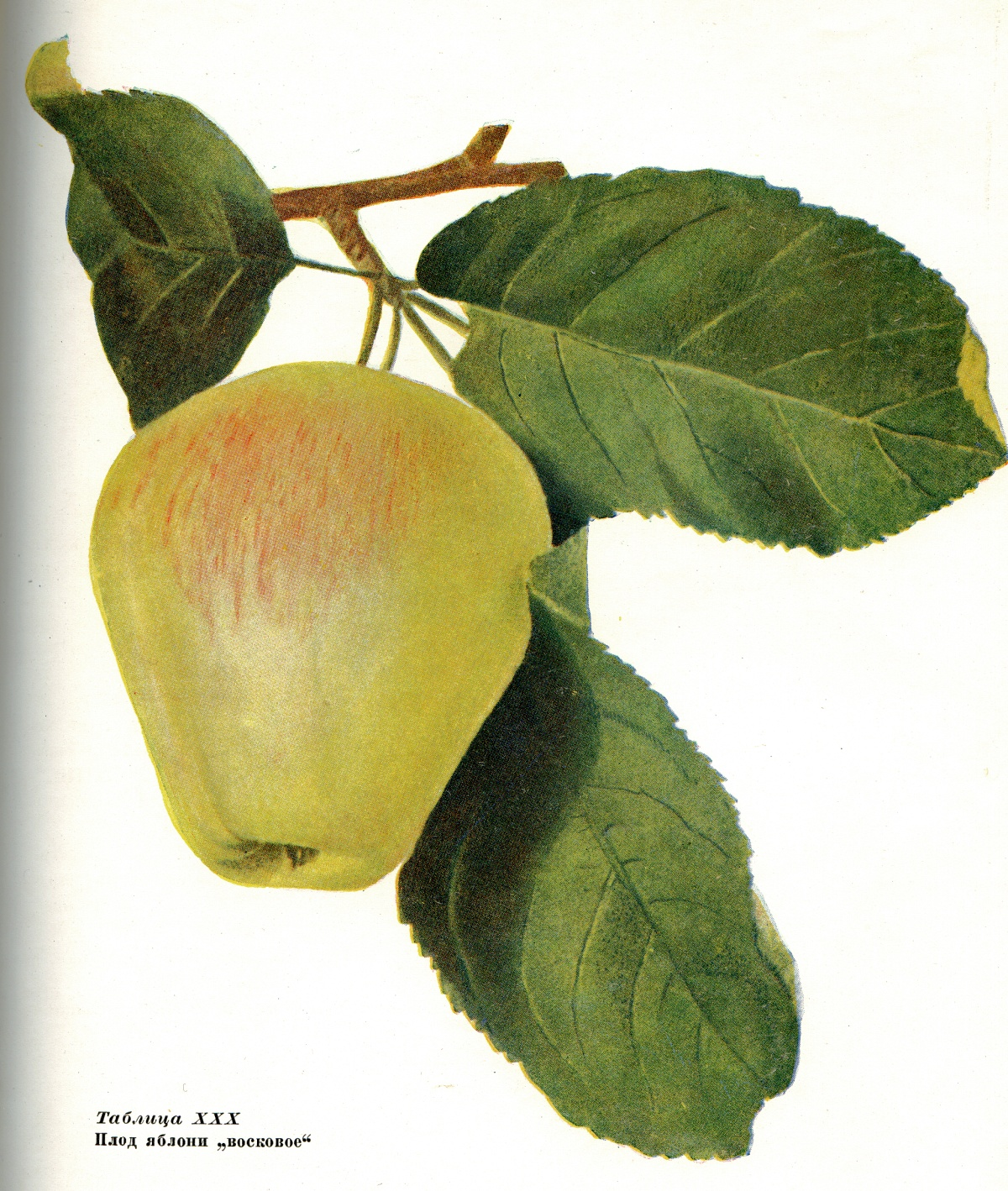
Яблоня «Восковое»

Сорта груш:

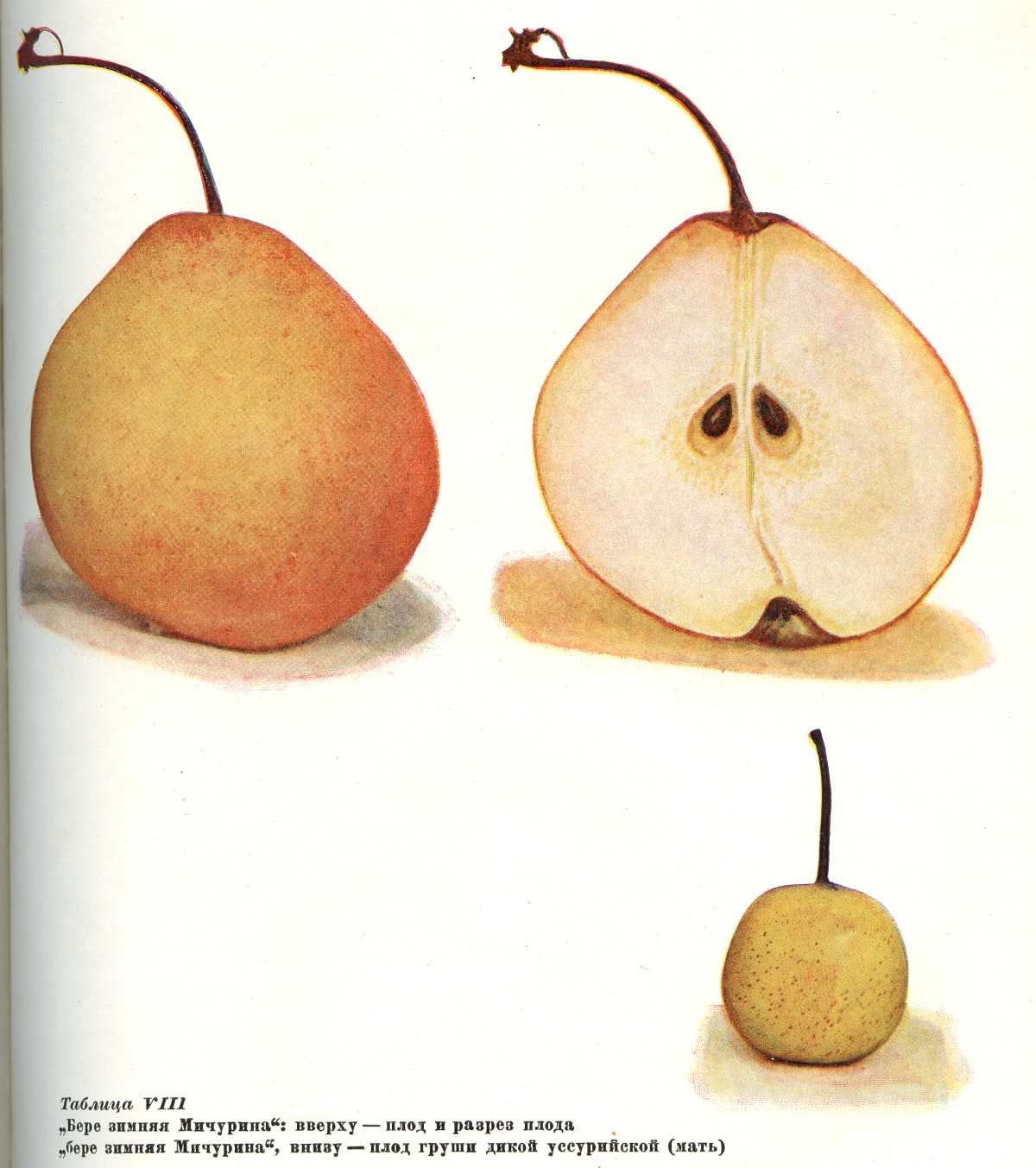
Груша «Бере зимняя Мичурина», внизу - плод груши дикой уссурийской (мать)
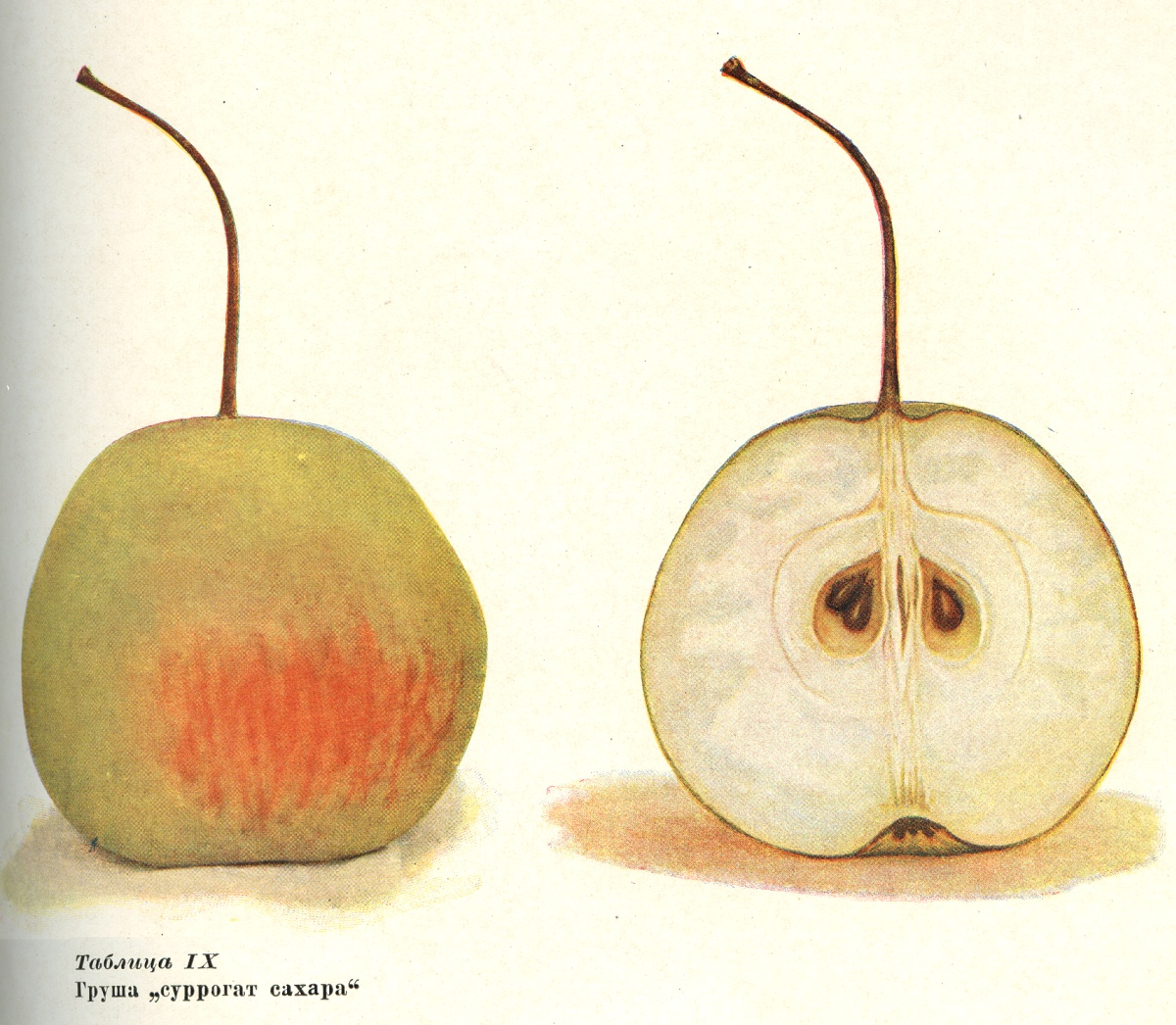
Груша «Суррогат сахара»
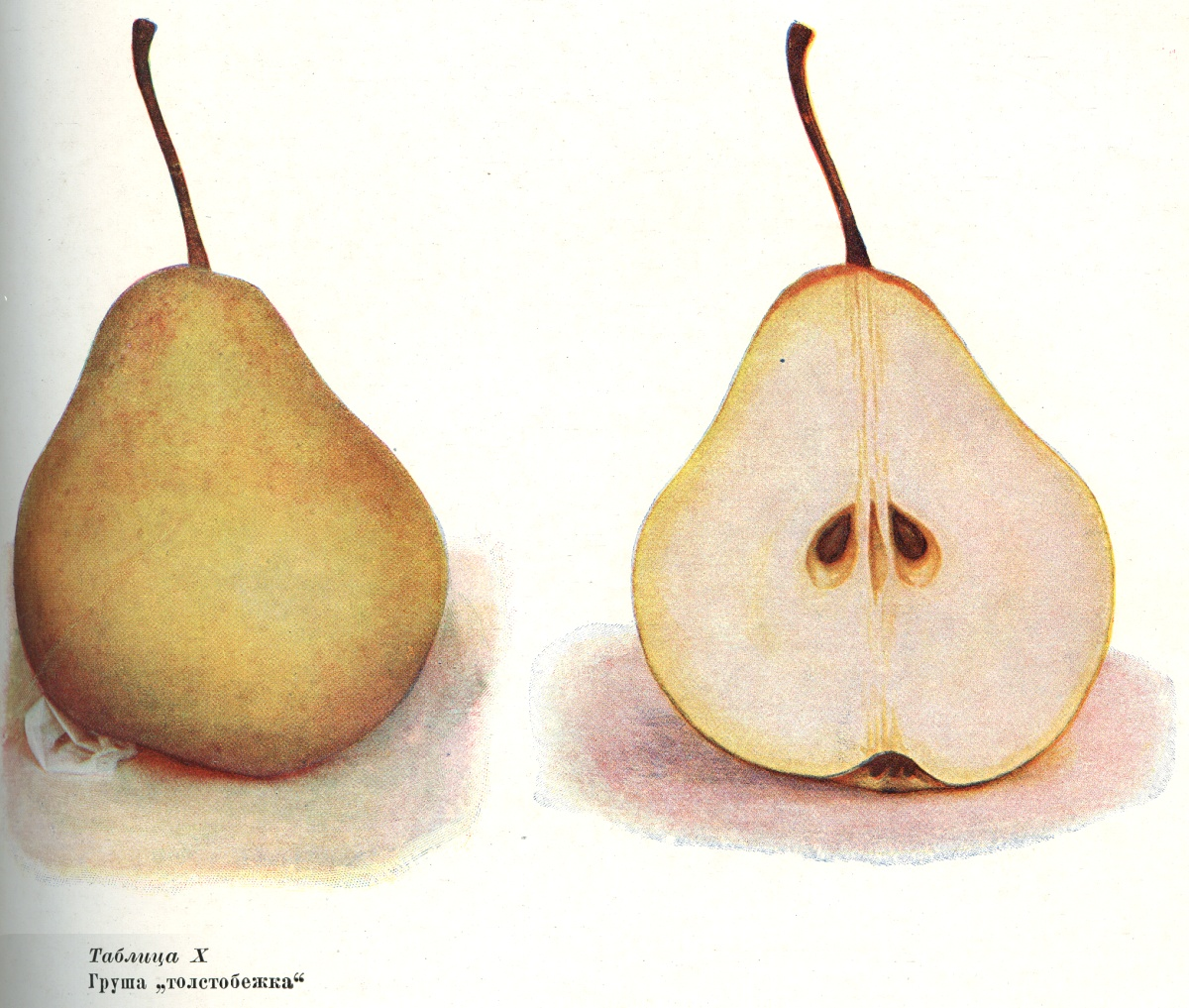
Груша «Толстобежка»

Сорта слив:

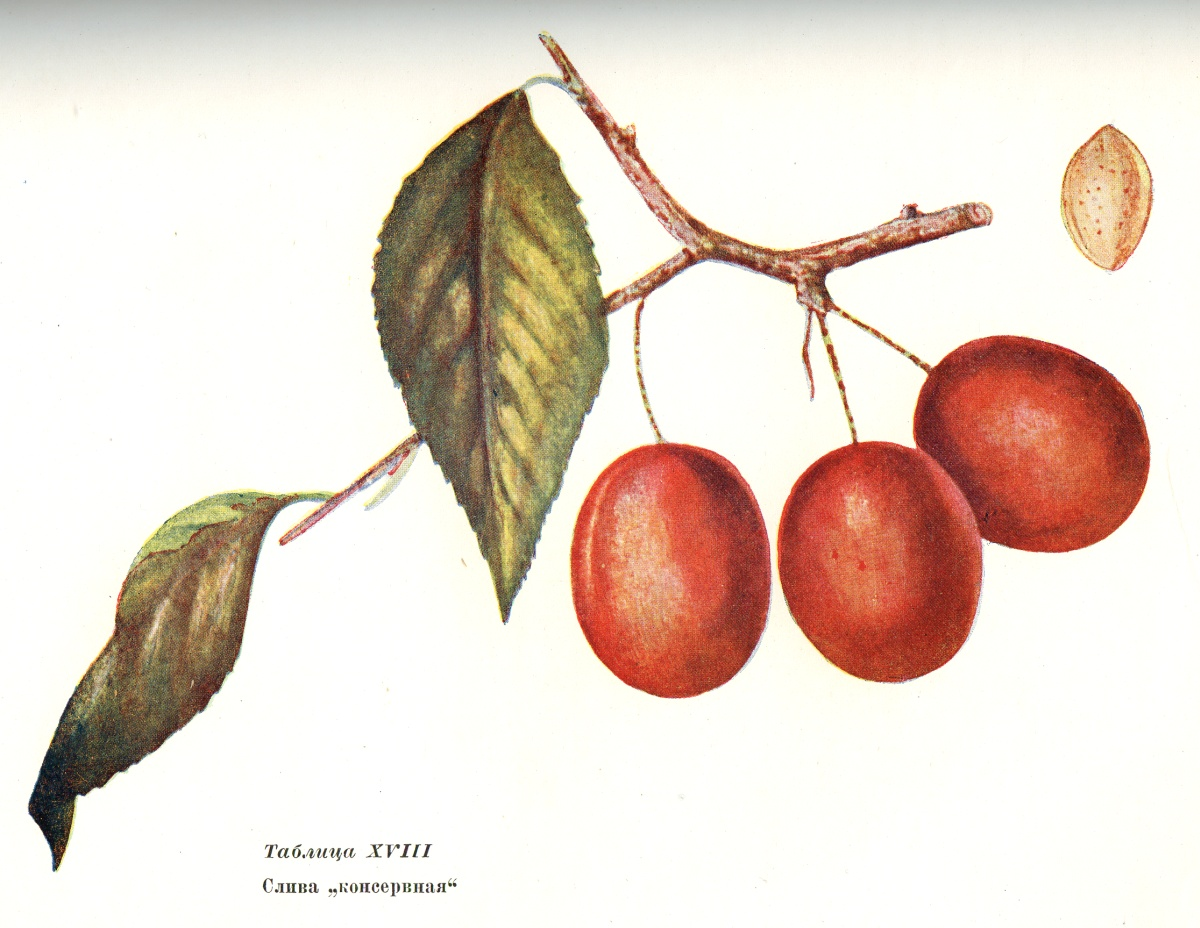
Слива «Консервная»
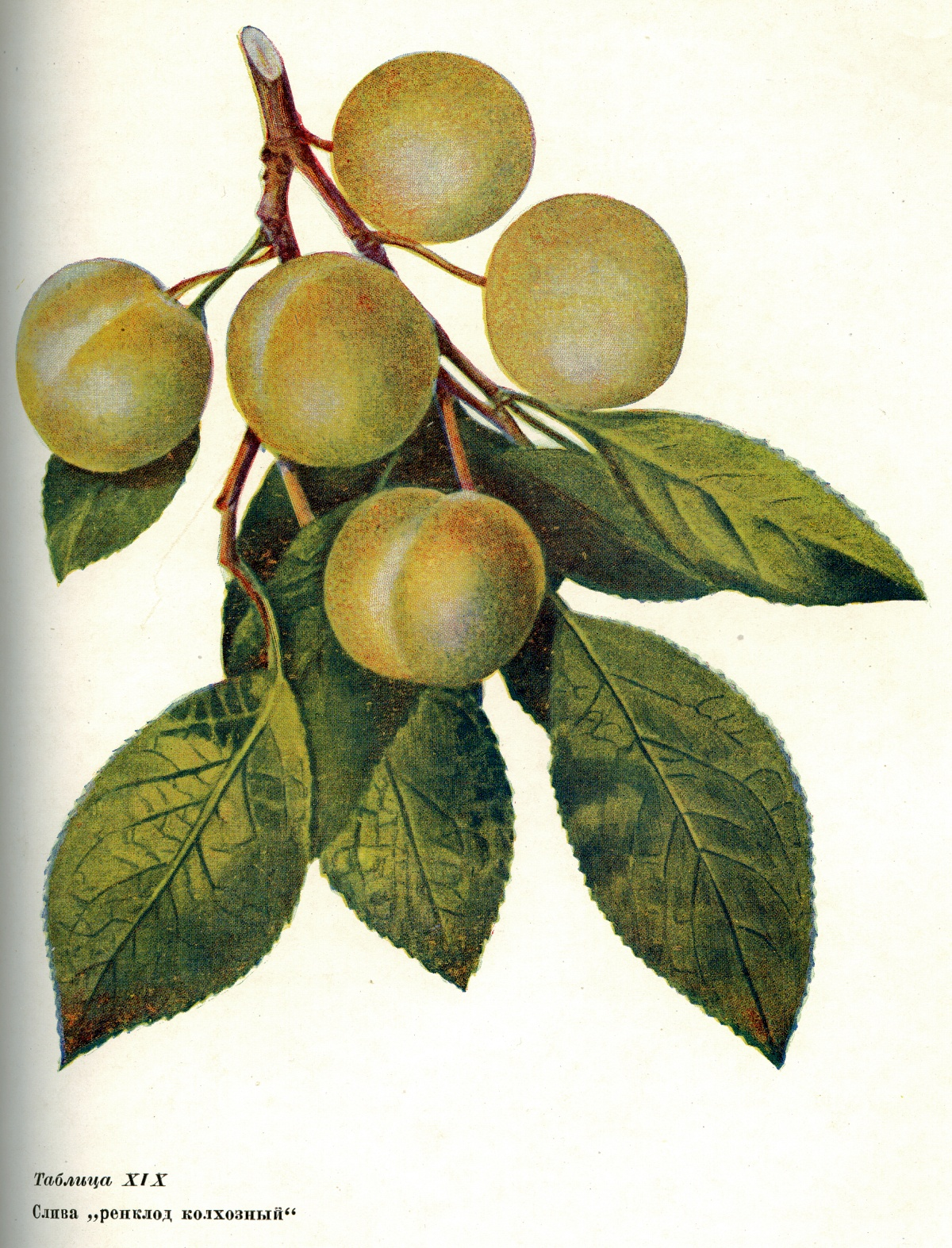
Слива «Ренклод колхозный»
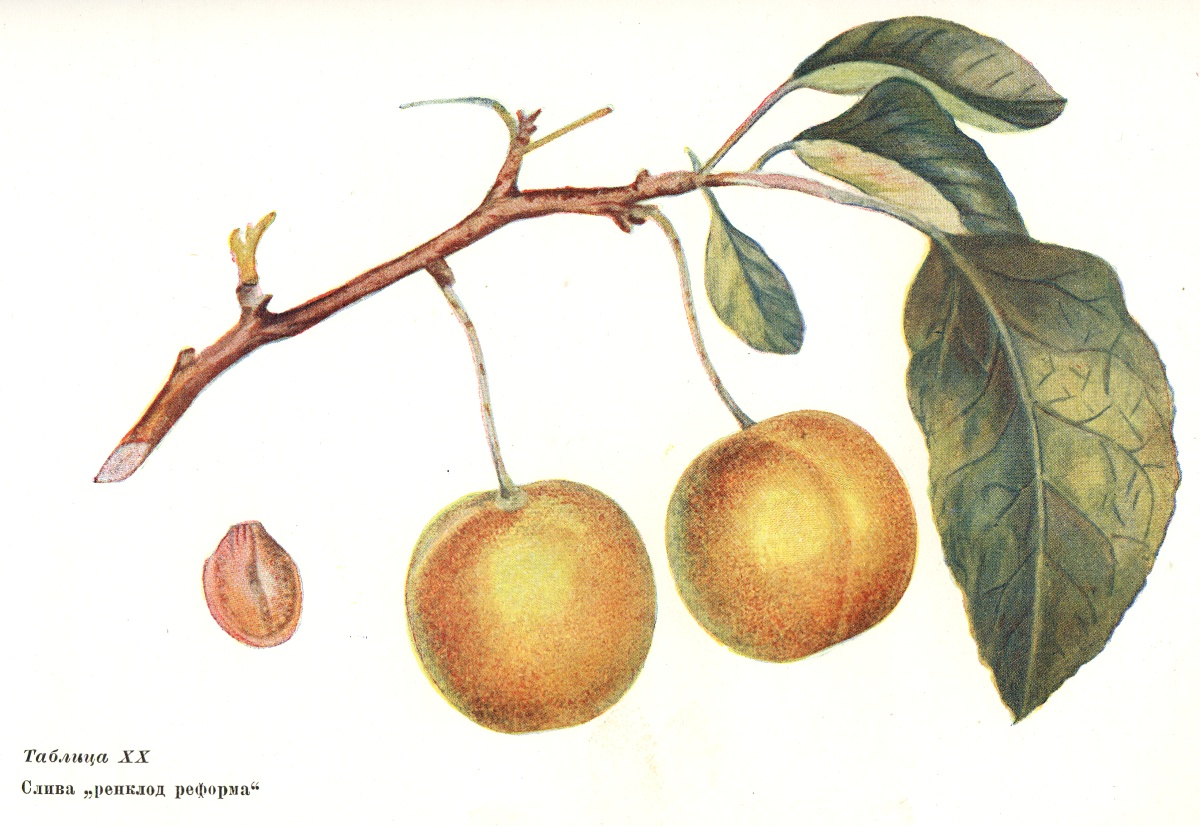
Слива «Ренклод реформа»
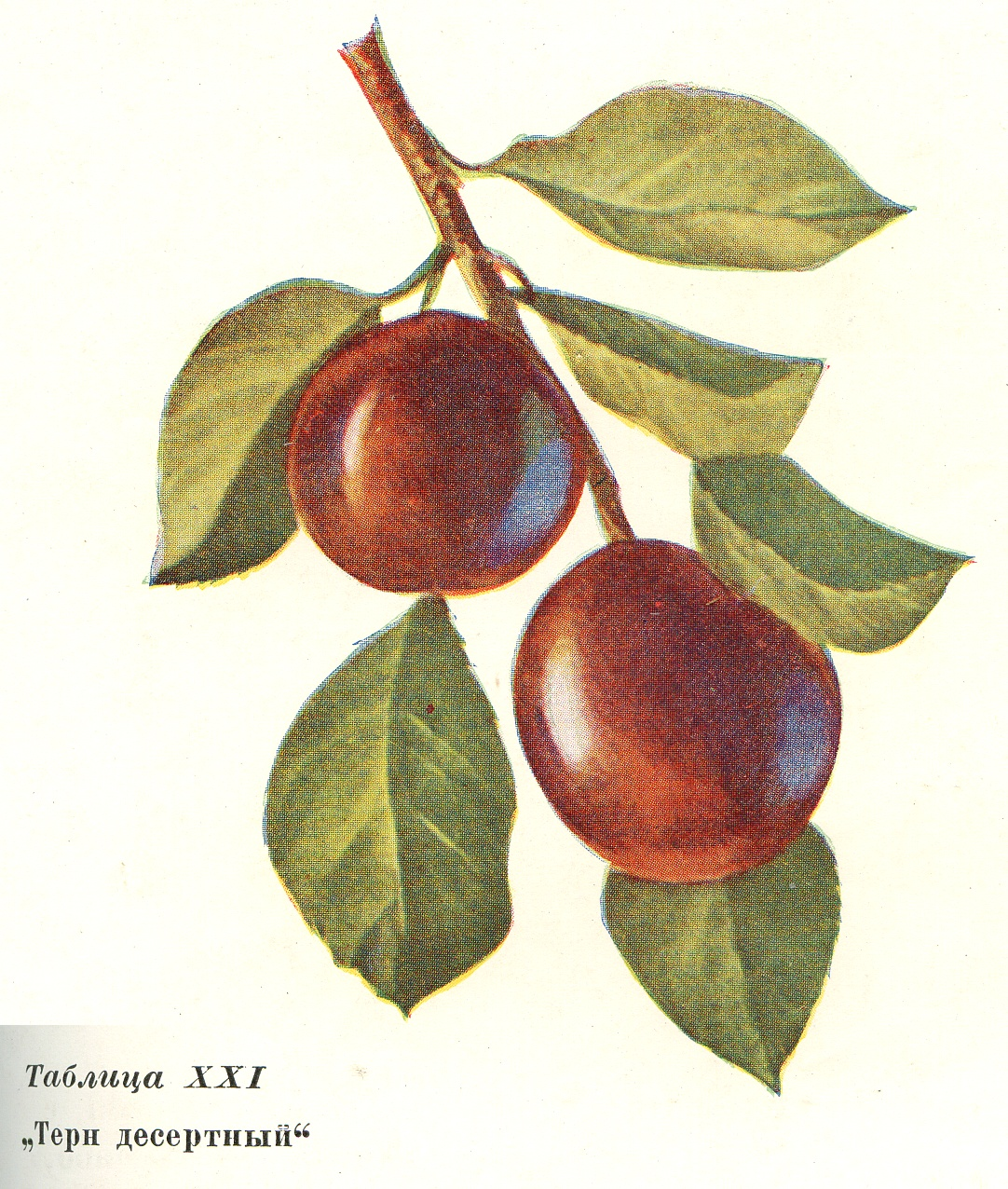
Тёрн «Десертный»

Сорта абрикосов:

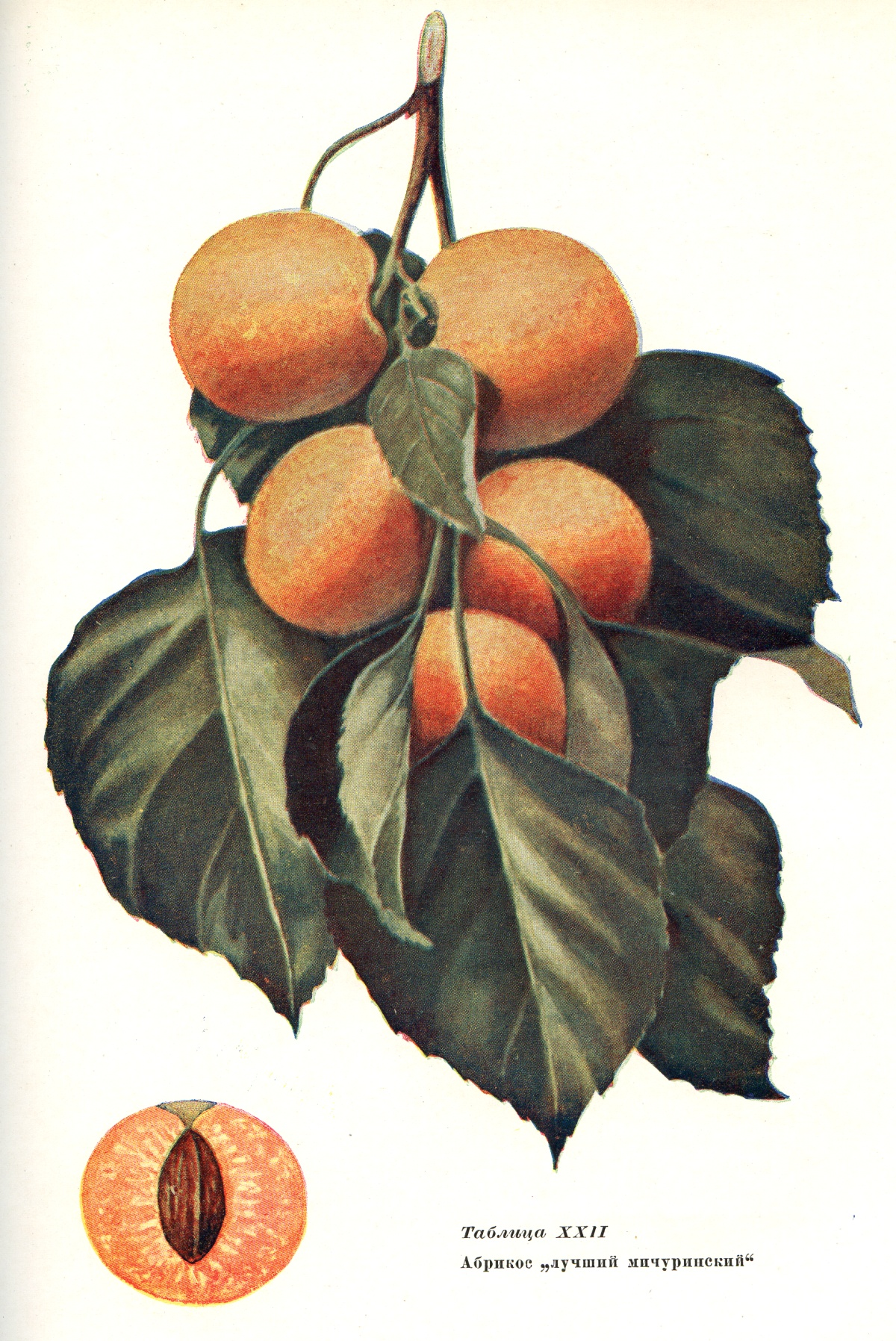
Абрикос «Лучший мичуринский»
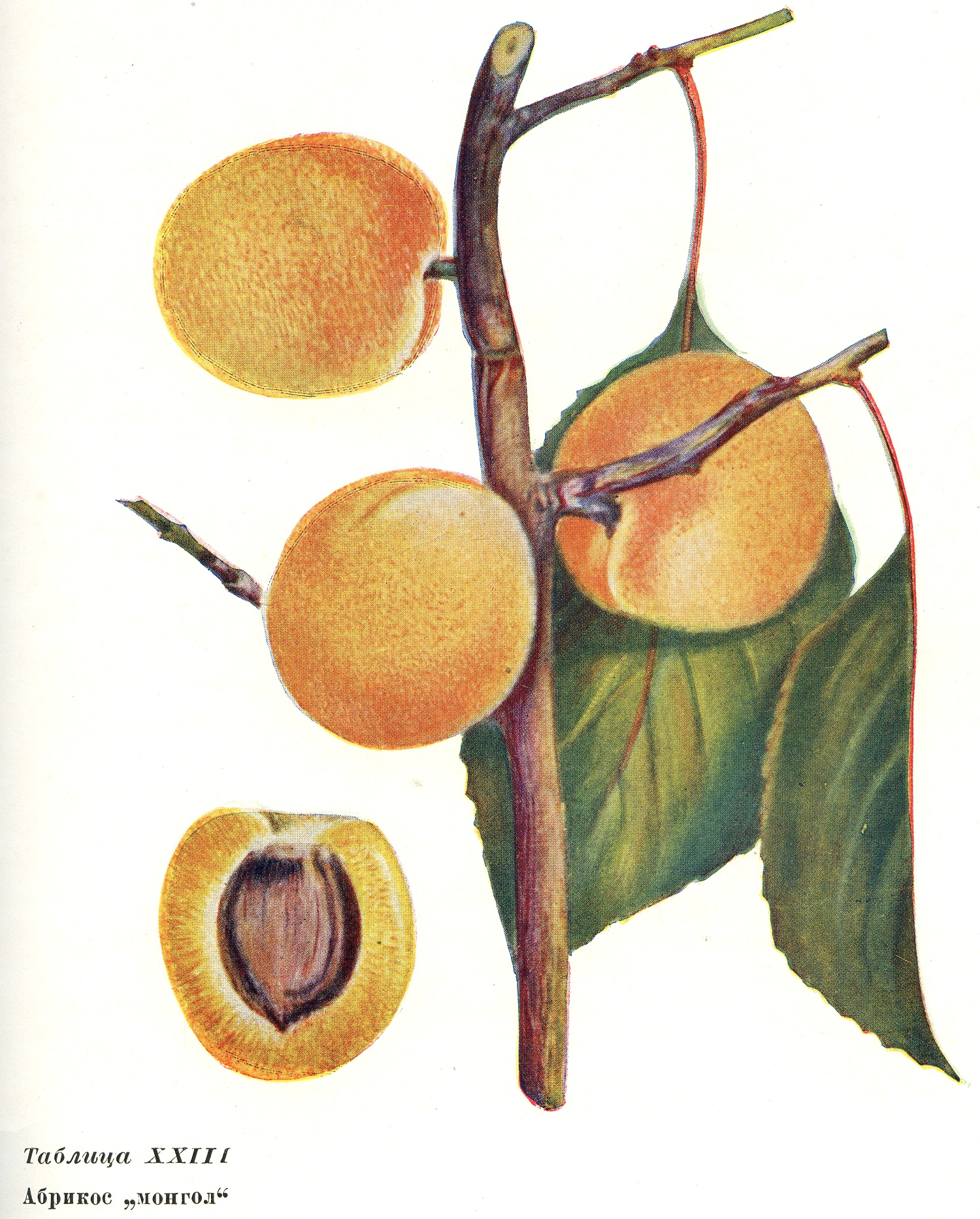
Абрикос «Монгол»
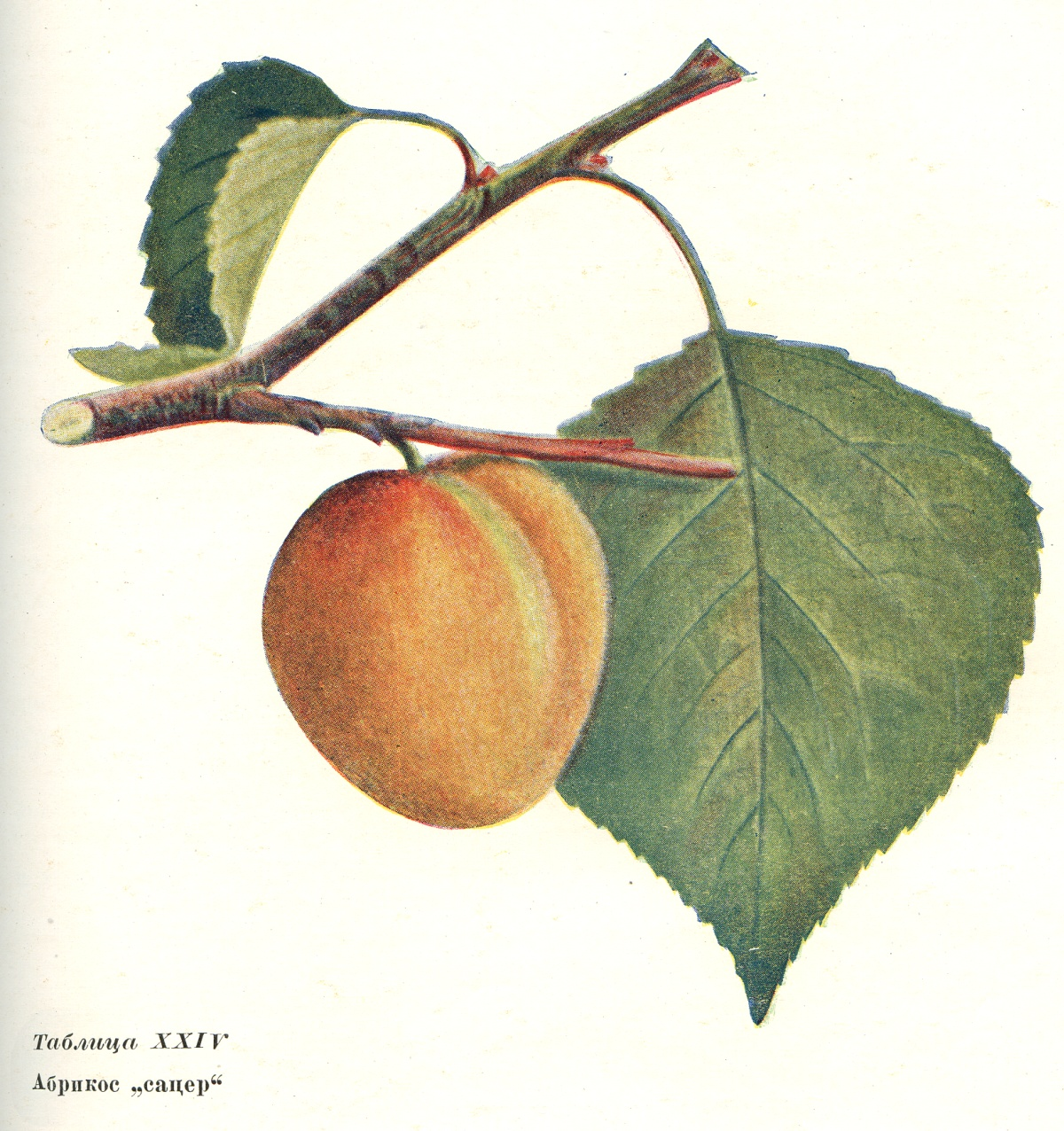
Абрикос «Сацер»

Актинидия и другие сорта:

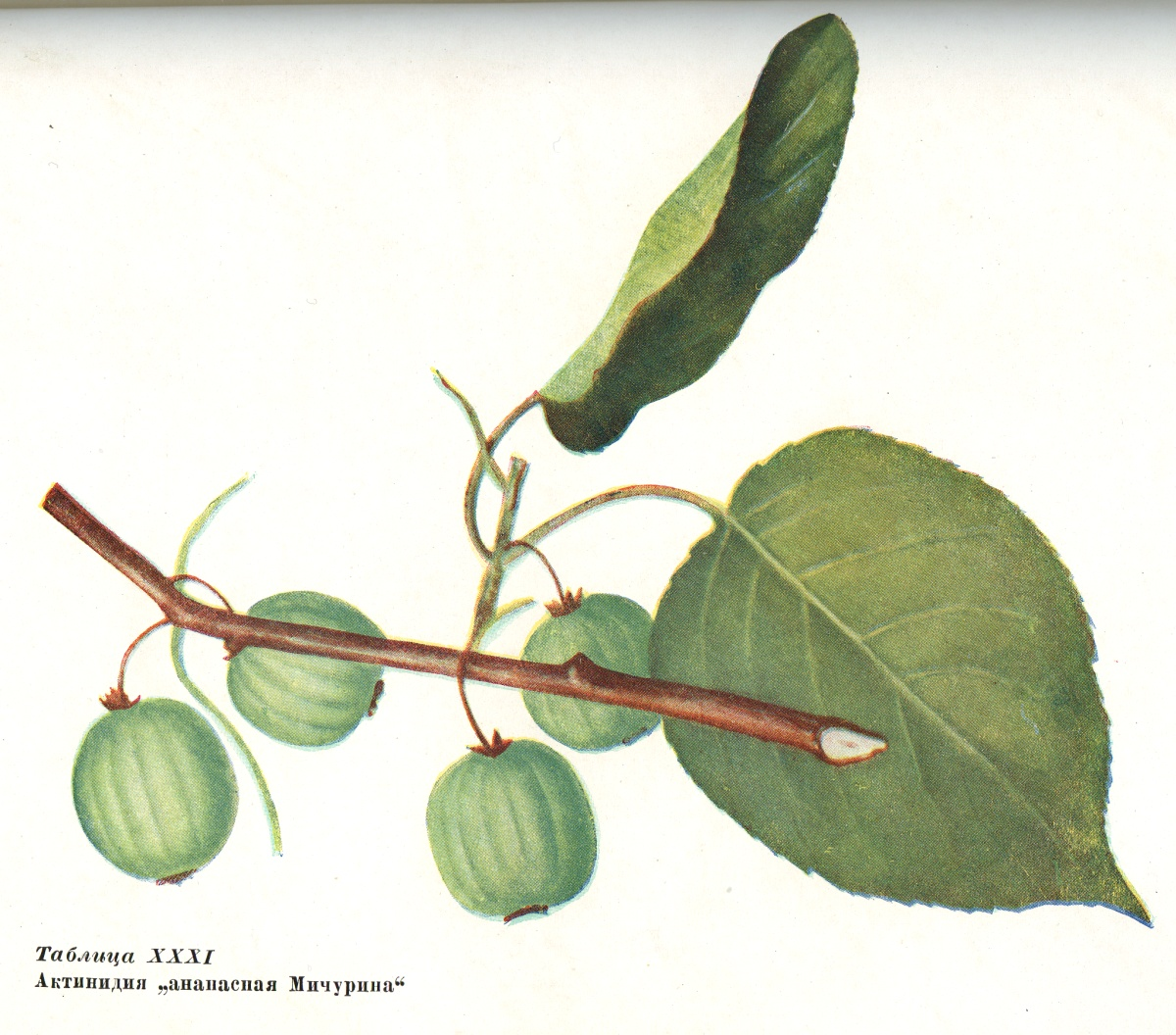
Актинидия «Ананасная Мичурина»
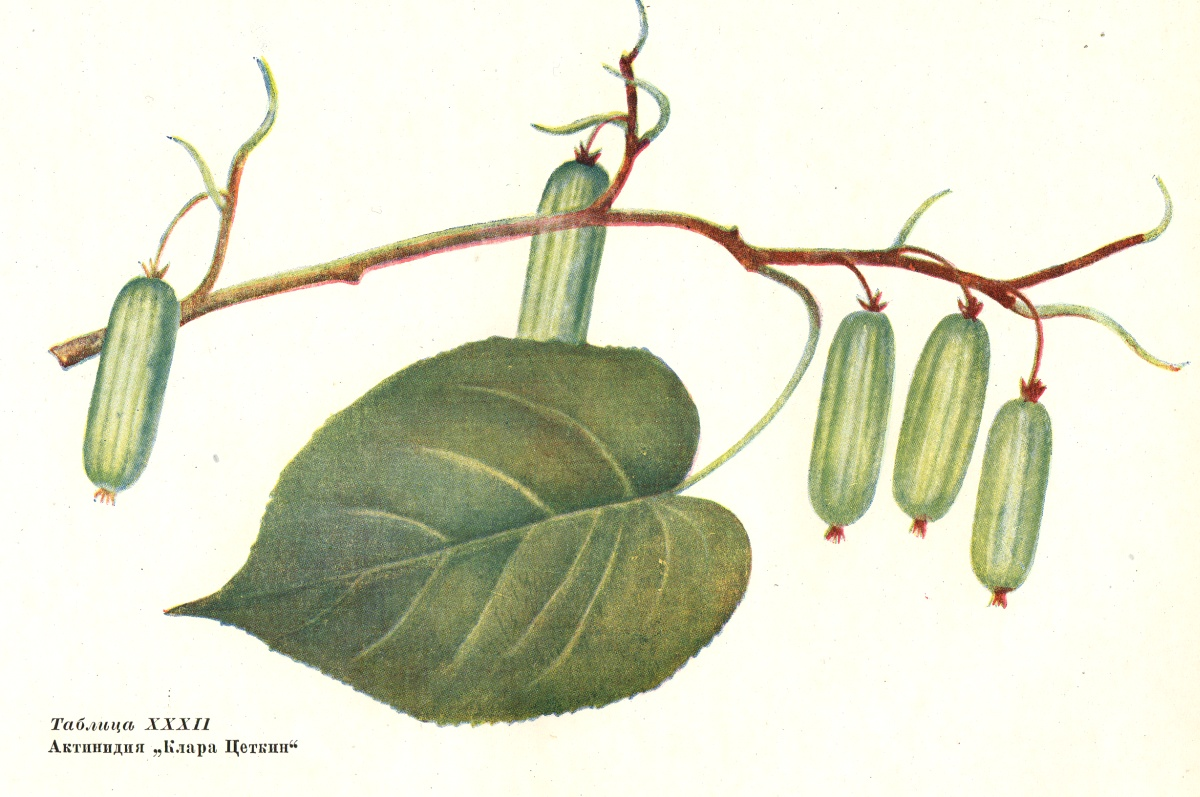
Актинидия «Клара Цеткин»
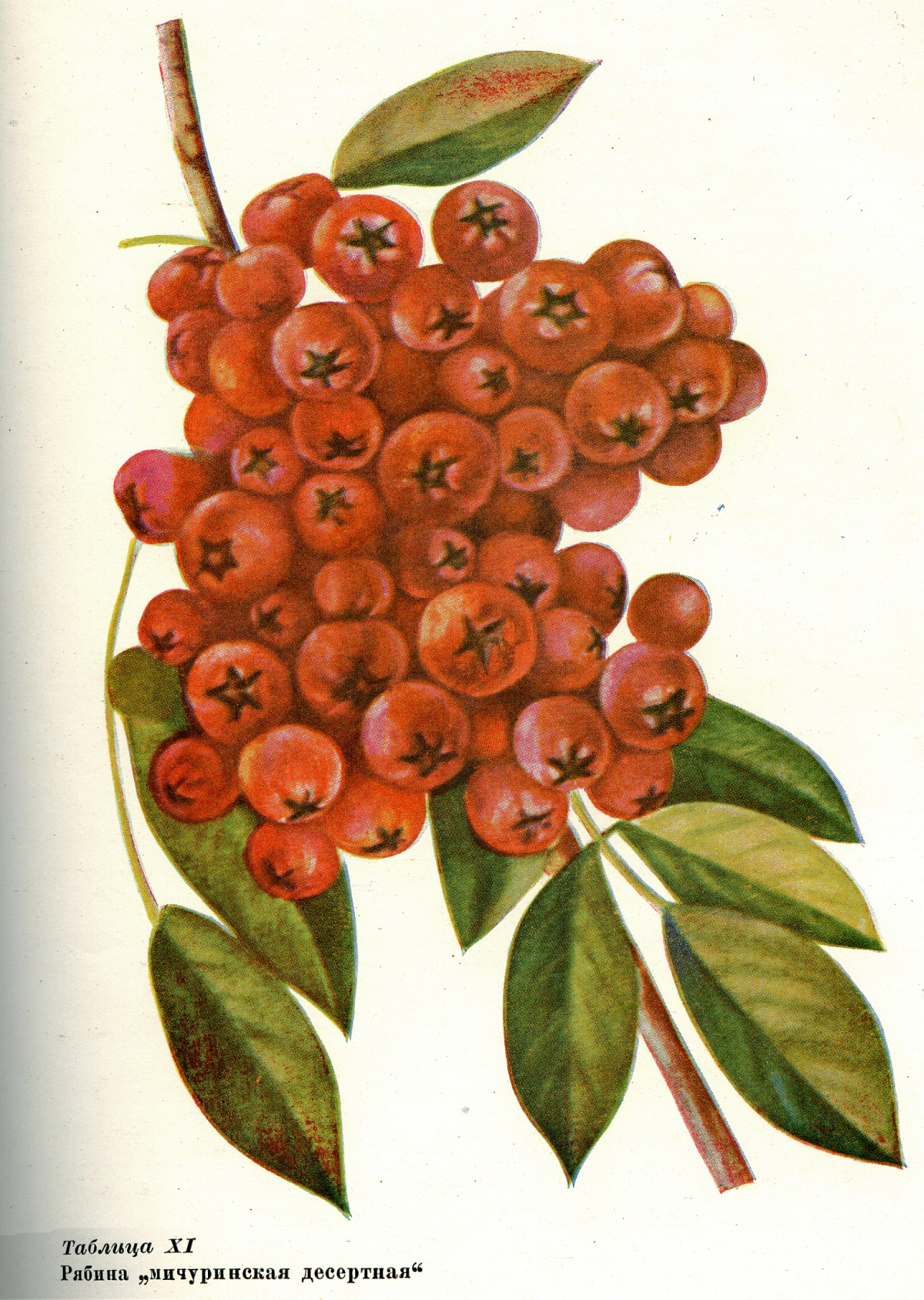
Рябина «Мичуринская десертная»
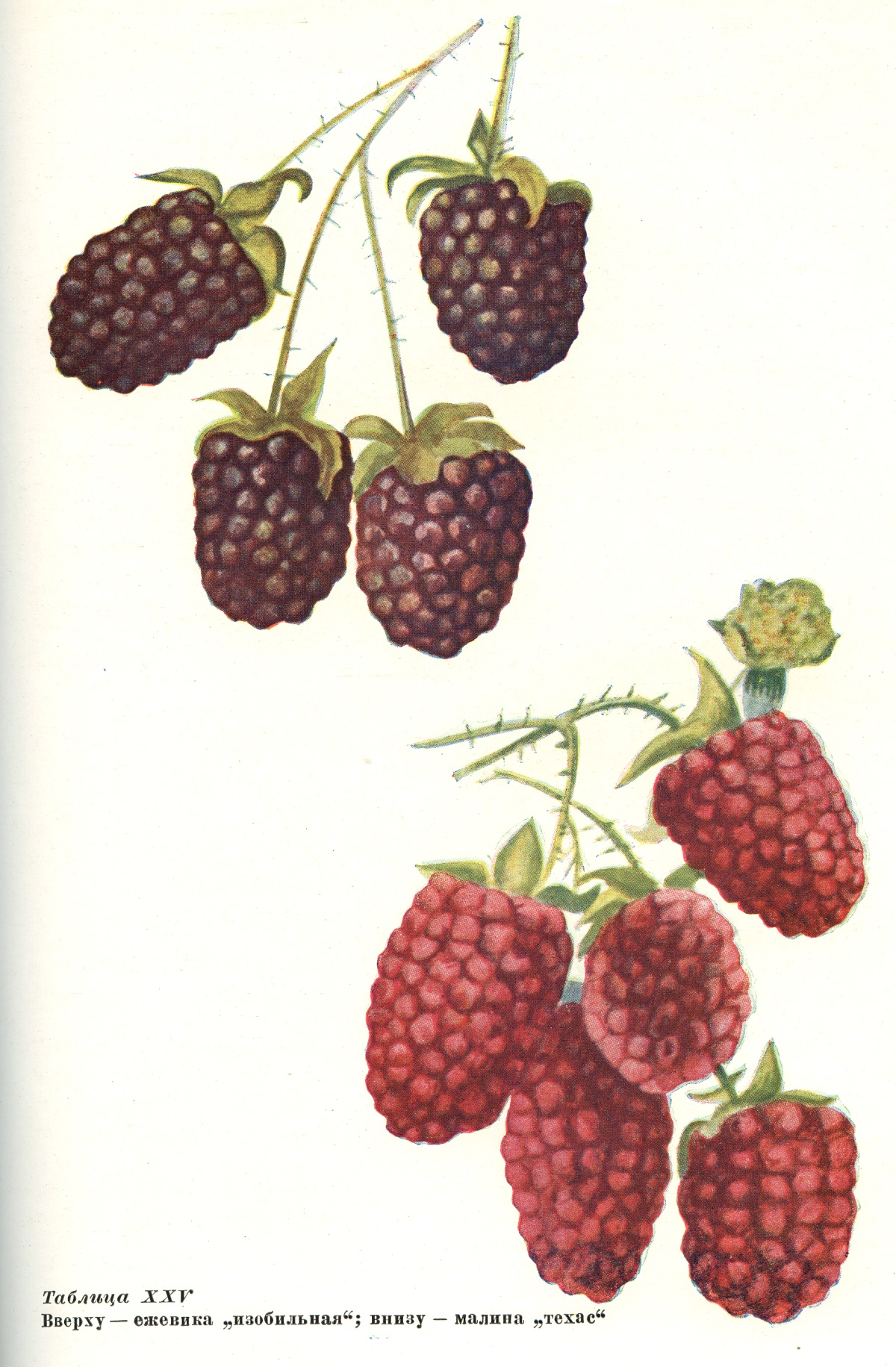
Вверху — ежевика «Изобильная», внизу — малина «Техас»
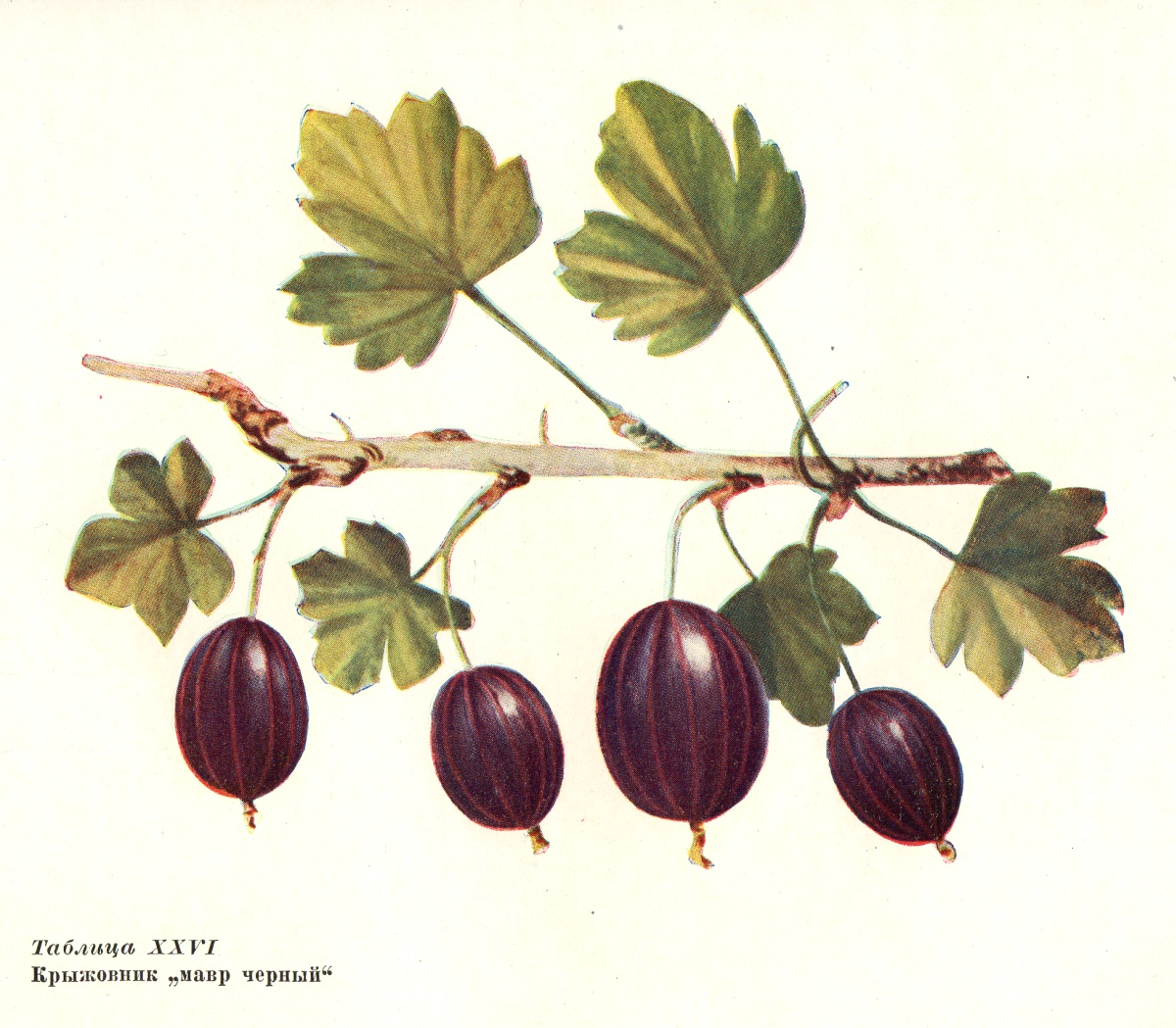
Крыжовник «Мавр чёрный»

## Взаимоотношения с иностранными специалистами

Вишня «Плодородная Мичурина», занимавшая значительные площади в США — выведена Мичуриным в 1890 году (материнское растение — вишня Chamaecerasus Jacq. «Степная самарская», сеянец Карликовой мичуринской)

Плодовые сорта Мичурина были востребованы иностранными специалистами и занимали значительные площади в США и Канаде. В своей книге «Итоги 60-летних работ» Мичурин писал:

…Выведенная мною вишня Плодородная не имела себе достойных соперников ни у нас в Союзе, ни за границей, и в частности, в Америке, где вишня Плодородная начала размножаться ещё 40 лет назад и где сейчас ею заняты огромные площади.
— И. В. Мичурин «Итоги шестидесятилетних работ». Часть 2. Помологическое описание выведенных И. В. Мичуриным сортов. Вишни
В 1898 году Всеканадский съезд фермеров, собравшийся после суровой зимы, по словам проф. Саундерса, «констатировал, что все старые сорта вишен как европейского, так и американского происхождения в Канаде вымерзли, за исключением „Плодородной Мичурина“ из г. Козлова (в России)».

В 1896 году Мичурин был избран почётным членом американского учёного общества «Бридерс», после чего до революции его ежегодно посещали американские профессора.

На страницах заграничной, да и нашей советской прессы мою деятельность зачастую сравнивают с работой американского плодовода Лютера Бёрбанка. Я считаю это сравнение неправильным. В методах работы Бёрбанка и моих существует разница. Об этом ещё задолго до революции указывали американские профессора, посещавшие из года в год мой питомник.
— Труды селекционно-генетической станции имени И. В. Мичурина - том 11, 1934 год

И. В. Мичурин за работой в своём кабинете. 1926 год

В 1913 году американский ботаник Ф. Н. Мейер официально предложил И. В. Мичурину от лица сельскохозяйственного департамента США переехать в Америку и продолжить работу в Квебеке с условиями оплаты 8000 долларов в год. Мичурин вынужден был отказаться от этого предложения. Как он сам писал, основанием для отказа было плохое здоровье и уже достаточно почтенный возраст (на тот момент ему было уже 58 лет), длительность путешествия и незнание английского языка.

«Всё располагает в пользу последнего. Будь в Америке такой Мичурин, там озолотили бы его. Насколько у Бёрбанка происхождение нового сорта секретно, настолько у Мичурина ясно. Происхождение каждого сорта подробно им выражено, а это главная задача производителя, чтобы ознакомить потребителей с достоинством сорта».
— Франк Н. Мейер, в интервью журналу «Прогрессивное садоводство и огородничество», 1912 год
Подтверждений этому, кроме слов самого Мичурина, не обнаружено.
18 марта 1913 года Мичурин получил от заведующего отделом интродукции департамента земледелия США Д. Ферчайльда письмо с предложением произвести частичную или полную продажу коллекции растений.

Наш исследователь Франк Н. Мейер после разговоров с Вами в январе написал нам, что Вы согласны прислать нам список Ваших новых и замечательных гибридов; также список дикорастущих видов, собранных Вами и, по Вашему мнению, более способных устоять климатическим крайностям, чем обыкновенные русские разновидности этих фруктовых деревьев. Эти гибриды и новые виды могли оказаться полезными в наших опытах, которые мы теперь производим с деревьями и кустарниками в наших северо-западных степях. Не будете ли Вы добры приготовить этот список в такой форме, чтобы мы могли получить представление о том, какое количество каждого вида Вы могли бы нам доставить и какое вознаграждение Вы желали бы получить? Если Вы согласны продать весь имеющийся у Вас материал, то не будете ли Вы добры назначить цену за каждый вид отдельно?
Если Вы желаете продать всю коллекцию, будьте добры назначить цену за всю коллекцию, и мы решим, можем ли купить её за назначенную Вами цену или нет.
Вопрос относительно запаковки и пересылки материала должен быть решён Вами. Я был бы очень рад узнать Ваше мнение, как Вы хотели бы это сделать и сколько будет это стоить, чтобы все это сделать наилучшим образом…
… Я уверен, что мы можем прийти к соглашению, которое будет взаимно выгодно для России и для Соединённых Штатов и для Вас лично. Если Вы пожелаете какие-либо североамериканские растения для проведения опытов с ними, мы будем крайне рады достать и послать Вам их совершенно бесплатно, — если в малом количестве.
В ожидании ответа от Вас, я остаюсь с почтением,

Дэвид Ферчайльд

По всей видимости, И. В. Мичурин относился к подобной перспективе достаточно благосклонно. Ещё 31 января 1913 года он писал русскому садоводу и акклиматизатору А. Д. Воейкову: «Что касается продажи огулом всех новых сортов растений, то, полагаю, будет возможно столковаться с ними [с американцами]». Но этим планам не суждено было сбыться. В 1914 году началась Первая мировая война.
В 1927 году по инициативе И. С. Горшкова был выпущен кинофильм «Юг в Тамбове», пропагандировавший достижения Мичурина. Фильм, помимо СССР, был показан за границей (США, Германия, Чехословакия, Италия, Прибалтика).
Фильм демонстрировался в 1929 году на годовом банкете Научной ассоциации садоводов в Нью-Йорке. Специальный ботанический журнал «The Floriste Exchange» по этому поводу писал:

«Как бы мы ни рассматривали теорию, методы и результаты советского режима, мы не можем, однако, отрицать того, что научно-исследовательская работа в этой стране стоит на высоте своего положения и продолжает развиваться при энергичной и деятельной поддержке со стороны советского правительства».

Директор советского бюро сельскохозяйственной информации в США профессор И. А. Миртов, пересылая И. В. Мичурину рецензии из американских специальных журналов на этот кинофильм, написал:

«Мне очень приятно сообщить Вам, что Ваша научная и высокоценная работа стала известна далеко за пределами СССР, и притом в такой наглядной и убедительной форме, которая не оставляет желать лучшего. Показ Вашей работы произвел на американских учёных-садоводов неотразимое впечатление».

## Память
В СССР в позднесталинское время при формировании государственного нарратива, посвящённого корням советской науки, которая представлялась как самобытная и уникальная, Мичурин стал одним из её главных героев.
Памятники
- Бюст на аллее перед Главным зданием МГУ.
- В Музее землеведения МГУ (на 25 этаже Главного здания) установлен бюст И. В. Мичурина[25].
- Памятник В Мичуринском саду на ВДНХ[26].
- Памятник в Пронске, Рязанская область[27].
- Памятник в селе Фёдоровка, Ростовская область.
- Памятник в парке Щёлоковский хутор в Нижнем Новгороде.
- Памятник в п. Преображенский (Краснослободский район, Республика Мордовия).
- Памятник в селе Константиновка, Кировоградская область.
- Памятник в деревне Издревая, Новосибирская область
- Памятник-бюст в деревне Огородники Лидского района Гродненской области Беларуси.
- Памятник-бюст в селе Архангельское Губкинского района Белгородской области

Памятники в Мичуринске-наукограде
- Памятник на могиле И. В. Мичурина в Коллекционном саду имени И. В. Мичурина в Мичуринске (Тамбовская область).
- Памятник на площади Мичурина в Мичуринске (Тамбовская область).
- Памятник у железнодорожного вокзала в Мичуринске (Тамбовская область).
- Памятник на Привокзальной площади в Мичуринске (Тамбовская область)[28].
- Памятник у ВНИИ генетики и селекции плодовых растений им. И. В. Мичурина в Мичуринске (Тамбовская область).
- Памятник у Мичуринского аграрного техникума в Мичуринске (Тамбовская область).
- Памятник в Парке культуры и отдыха в Мичуринске (Тамбовская область).
- Памятник на территории основного питомника им. И. В. Мичурина в Мичуринске (Тамбовская область).
- Памятник в с. Мачехи (Полтавский район, Полтавская область).
- Памятник в с. Вольное (Криворожский район, Днепропетровская область).
- Памятник во дворе Мелитопольской опытной станции садоводства имени М. Ф. Сидоренко (Мелитополь, Запорожская область).
- Памятник в городе Гродно перед зданием кафедры растениеводства Гродненского государственного аграрного университета.

#### Галерея

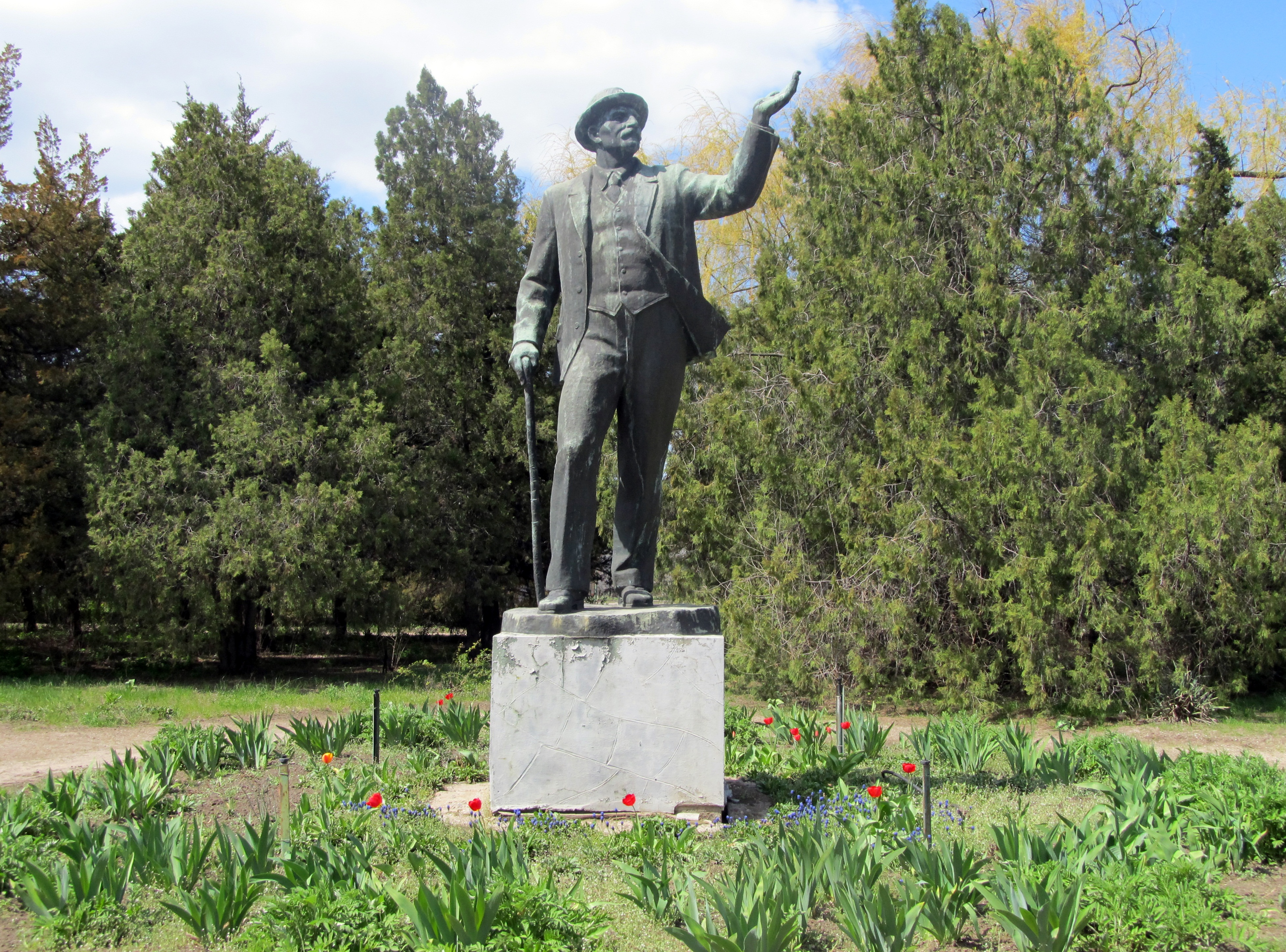
Памятник Мичурину. Мелитопольская опытная станция садоводства имени М. Ф. Сидоренко
Бюст И. В. Мичурина напротив МГУ
Бюст Мичурина И. В. на вокзале в Мичуринске (2009)
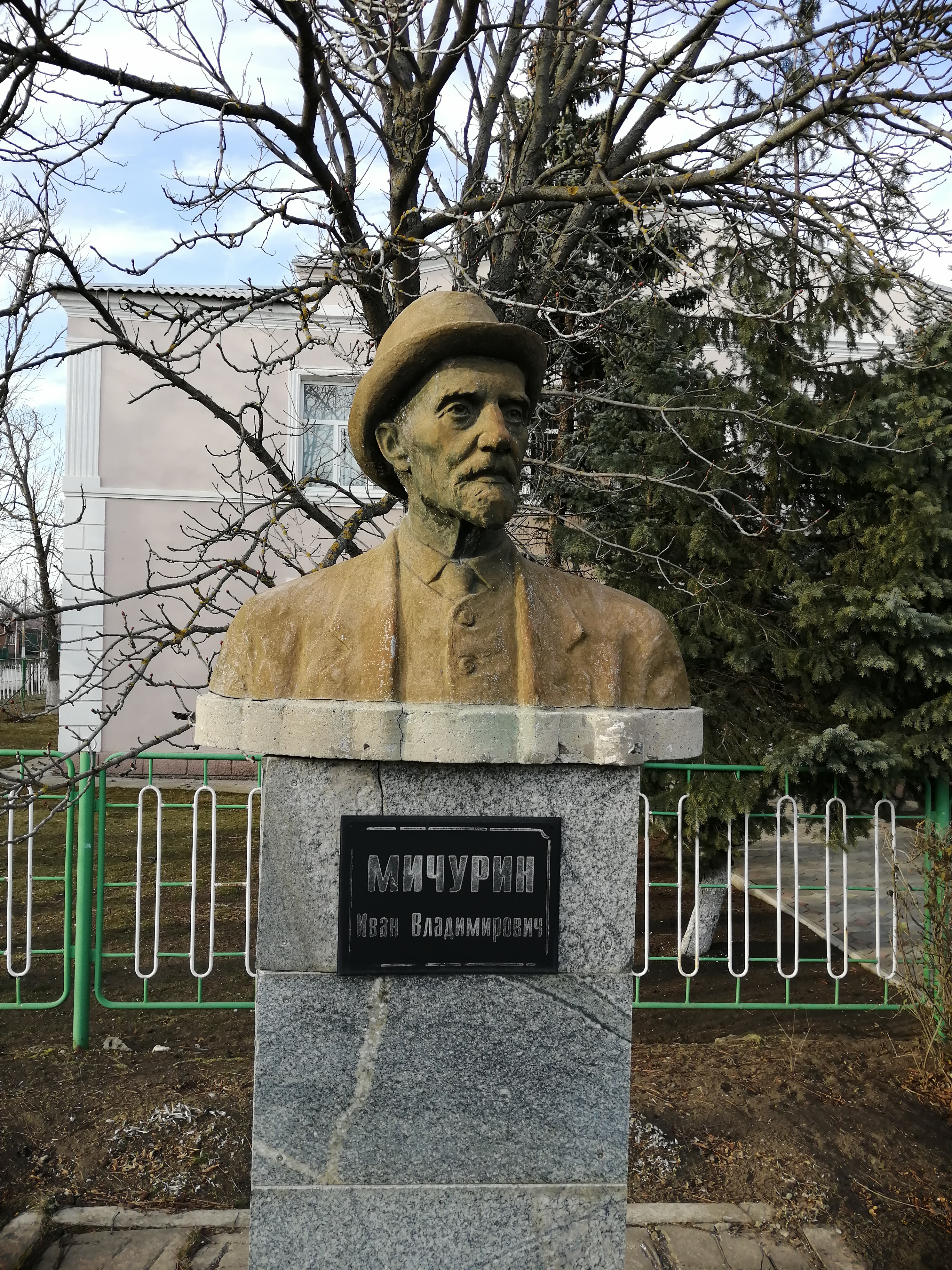
Бюст Мичурина в селе Фёдоровка, Неклиновский район, Ростовская область (2019)
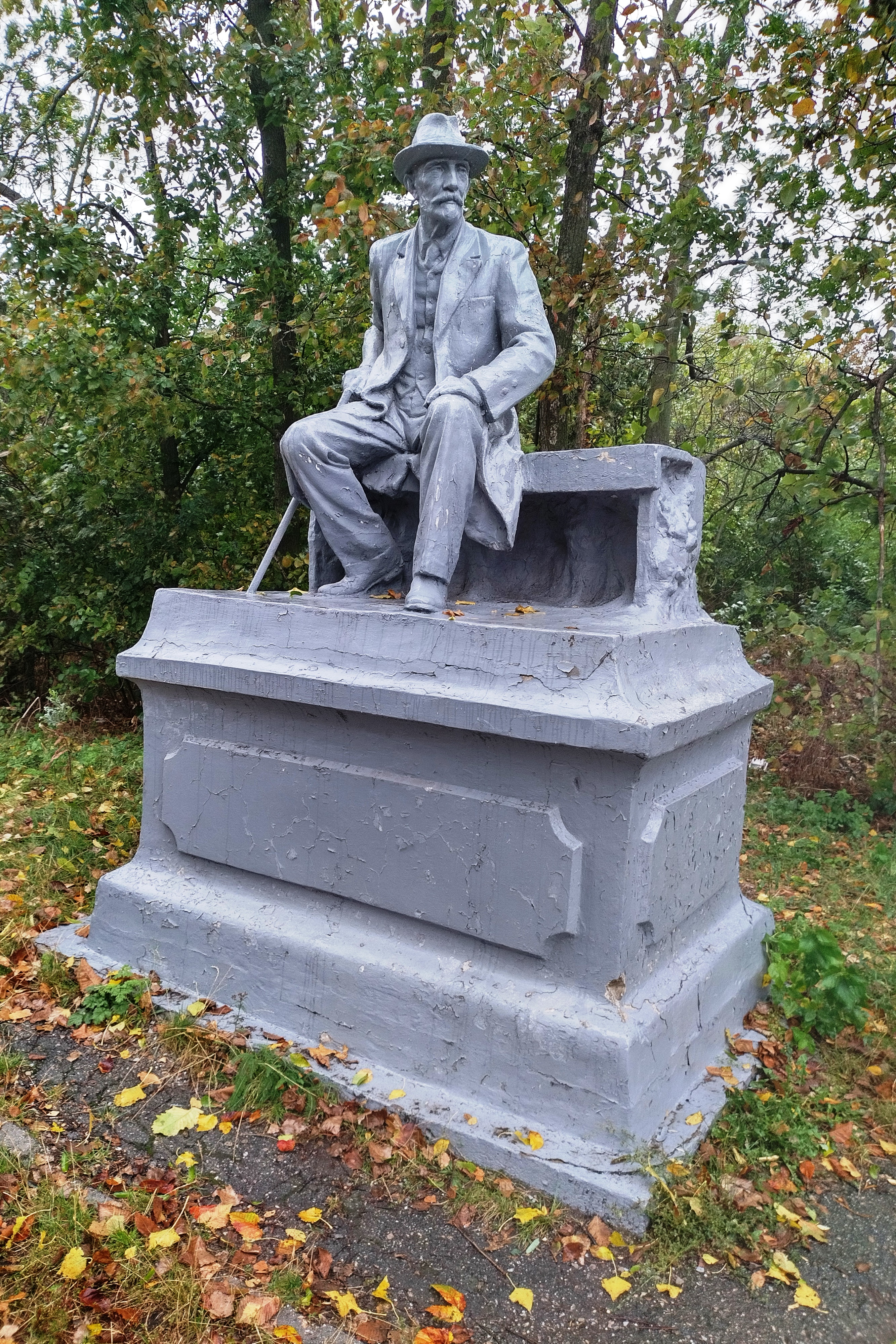
Памятник Ивану Мичурину в селе Константиновка Знаменского района Кировоградской области (2021)
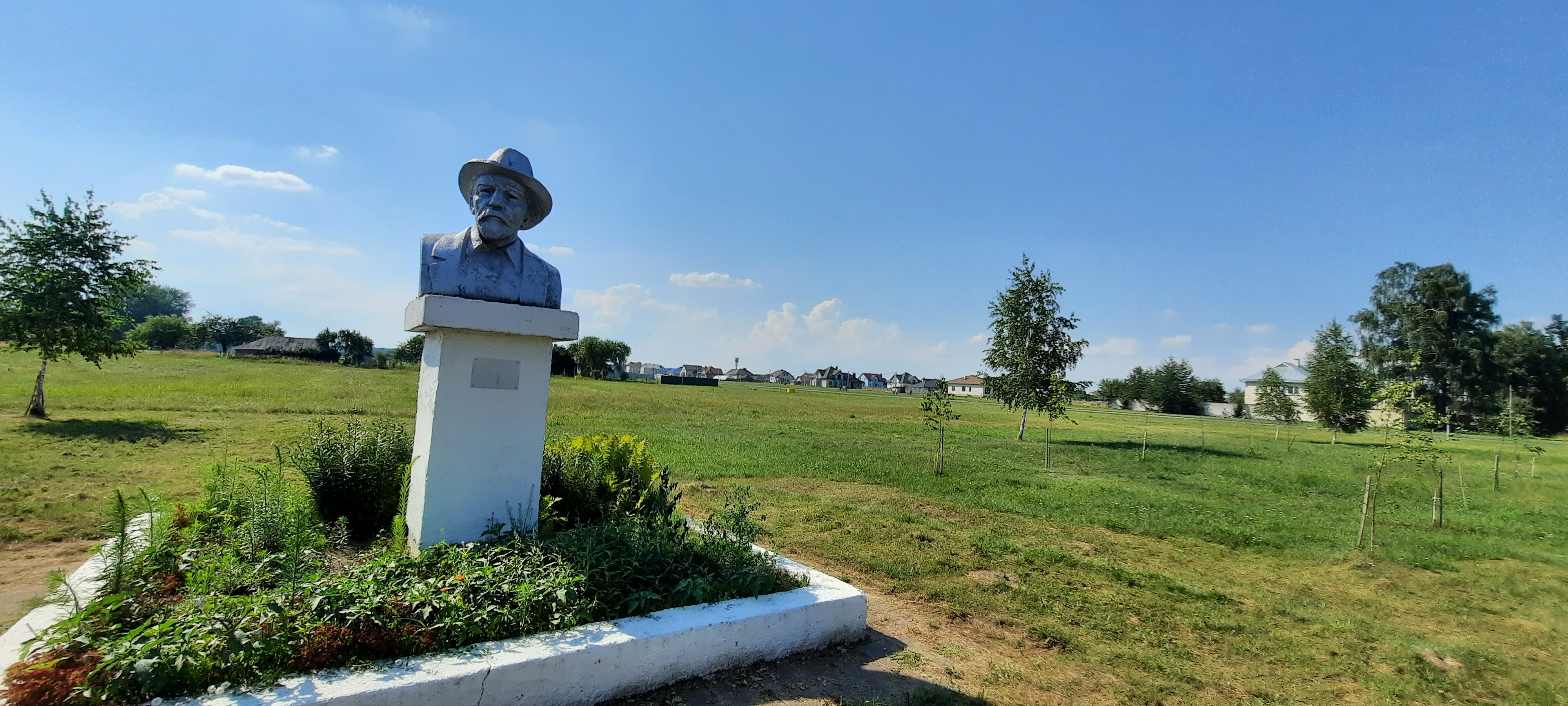
Памятник-бюст в деревне Огородники Лидского района Гродненской области Беларуси

Названы в честь И. В. Мичурина
- Мичуринск — город в Тамбовской области (переименован в 1932).
- Новомичуринск — город в Рязанской области.
- Мичуринский, Мичуринское — название ряда посёлков в России.
- Мичуринская — агрогородок в Гомельском районе Гомельской области Беларуси. Там также присутствует улица Мичурина.
- Вид растения: Aronia mitschurinii A.K.Skvortsov & Maitul. (1982) — Арония Мичурина, или Черноплодная рябина.
- Золотая медаль имени И. В. Мичурина — учреждена ВАСХНИЛ в 1949 году, присуждается за выдающиеся работы в области биологии сельскохозяйственных растений.
- Мичуринский сад на ВДНХ (заложен в 1936 году) в Москве[29].
- Коллекционный сад имени И. В. Мичурина Мичуринского ГАУ в Мичуринске (Тамбовская область).
- Основной питомник имени И. В. Мичурина в Мичуринске (Тамбовская область).
- Федеральный научный центр имени И. В. Мичурина в Мичуринске (Тамбовская область)[30].
- Плодоовощной институт имени И. В. Мичурина Мичуринского ГАУ в Мичуринске (Тамбовская область).
- Средняя общеобразовательная школа № 5 «Научно-технологический центр имени И. В. Мичурина» в Мичуринске (Тамбовская область)[31].
- Средняя школа имени Мичурина в д. Семлово Даниловского района (Ярославская область)[32].
- Средняя общеобразовательная школа № 50 имени И. В. Мичурина в Барнауле (Алтайский край)[33].
- Совхоз-техникум имени Мичурина, Казахстан, Карагандинская область, Абайский район.
- Совхоз имени Мичурина в Новосибирском районе Новосибирской области.
- Совхоз имени Мичурина в Мичуринском районе Тамбовской области.
- Совхоз имени Мичурина в Тербунском районе Липецкой области.
- Совхоз имени Мичурина в Криворожском районе Днепропетровской области. После провозглашения независимости Украины, в июле 1995 года Кабинет министров Украины утвердил решение о приватизации совхоза[34] и он прекратил своё существование.
- Колхоз Мичурина в Михайловке (Михайловский район, Запорожская область, Украина).
- Совхоз имени Мичурина в Новосибирском районе Новосибирской области.
- Совхоз имени Мичурина в Мичуринском районе Тамбовской области.
- Село имени Мичурина в Дербентском районе Дагестана.
- Село Мичурино в Ардонском районе Республике Северная Осетия — Алания.
- в Криворожском районе Днепропетровской области был совхоз имени Мичурина. После провозглашения независимости Украины, в июле 1995 года Кабинет министров Украины утвердил решение о приватизации совхоза[34] и он прекратил своё существование
  - Колхоз Мичурина в Михайловке (Михайловский район, Запорожская область, Украина).

Музеи
- Дом-музей И. В. Мичурина в Мичуринске (Тамбовская область).
- Музей достижений мичуринской науки (филиал Мичуринского краеведческого музея) в Мичуринске (Тамбовская область).

Топонимы
- В 1932 году город Козлов ещё при жизни Ивана Владимировича был переименован в Мичуринск.
- В 1968 году рабочий посёлок строителей Рязанской ГРЭС получил название Новомичуринск.
- Посёлок Мичурина в Октябрьском районе города Грозного, Чеченская Республика.
- Посёлок Мичуринский в Екатеринбурге.
- Посёлок Мичуринский в Успенском районе Краснодарского края.
- Село Мичурино в Республике Северная Осетия-Алания
- Деревня Мичуровка Пронского района Рязанской области названа в честь его предков, бывших владельцев деревни.
- Посёлок Мичурино в Казахстане (современный город Астана).
- Село Мичурин Дрокиевского района в Молдавии.
- Город Царево в Болгарии с 1950 до 1991 года назывался Мичурин.
- ДНП имени И. В. Мичурина в городе Иркутск Иркутской области
- Множество улиц, проспектов и площадей в разных городах мира, например:
- Улица и площадь в Мичуринске-наукограде,
- Мичуринский проспект в Москве,
- Улица и площадь в Рязани,
- Улица в Красноярске,
- Улица в Саратове,
- Улица в Саранске,
- Улица в селе Берёзовка Азовского немецкого национального района Омской области и т. д.
- Улицы в Беларуси: в городе Минске, Гомеле (улица Пролетарская переименована в Мичурина), Гродно, Бресте, Рогачёве, Добруше, Житковичах.
- Улица в Михайловке (Запорожская область, Украина),
- Улица в городах Михайловка и Фролово (Волгоградская область, Россия)
- Улица в Бишкеке, Кыргызская Республика.
- Улица в Тамбове, Тамбовская область
- Улица в Воронеже, Воронежская область
- Улица в Орле, Орловская область
- Улица в Ставрополе, Ставропольский край
- Улица в Самаре, Самарская область

Также
- Лайнер Airbus A321 (VQ-BEA) авиакомпании «Аэрофлот» носит имя «Иван Мичурин».
- Парк имени И. В. Мичурина в Сыктывкаре.

В филателии

Почтовые марки СССР
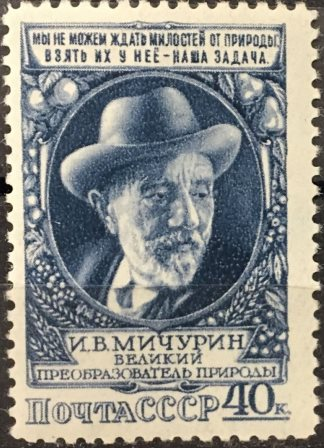
1949 год, номинал 40 коп.
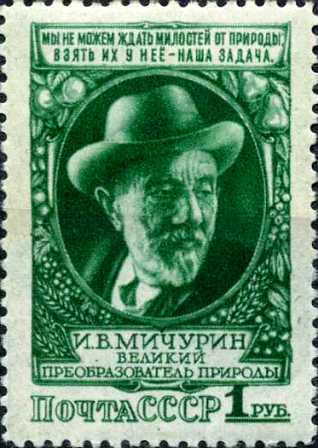
1949 год, номинал 1 руб.
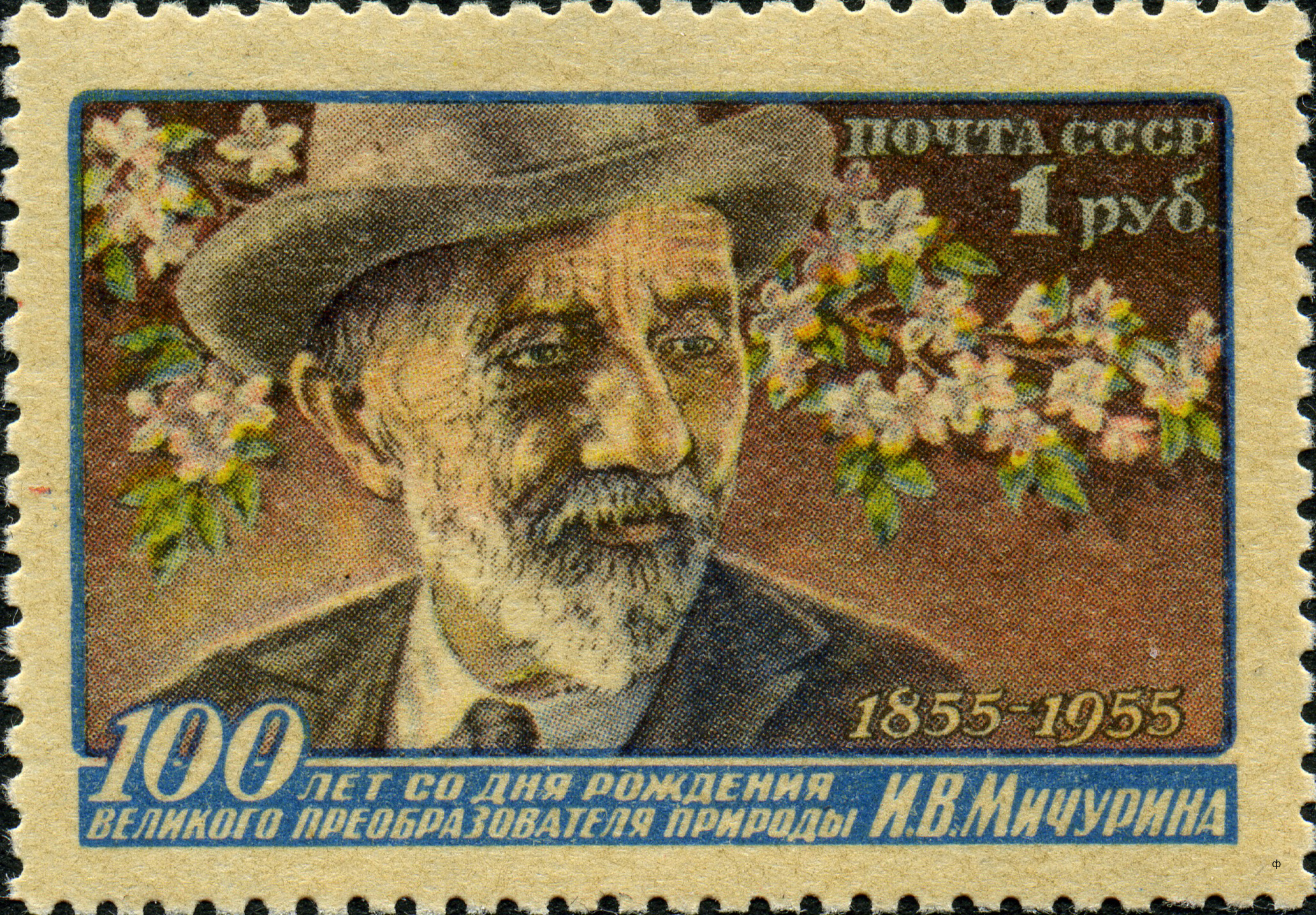
1956 год, номинал 1 руб.
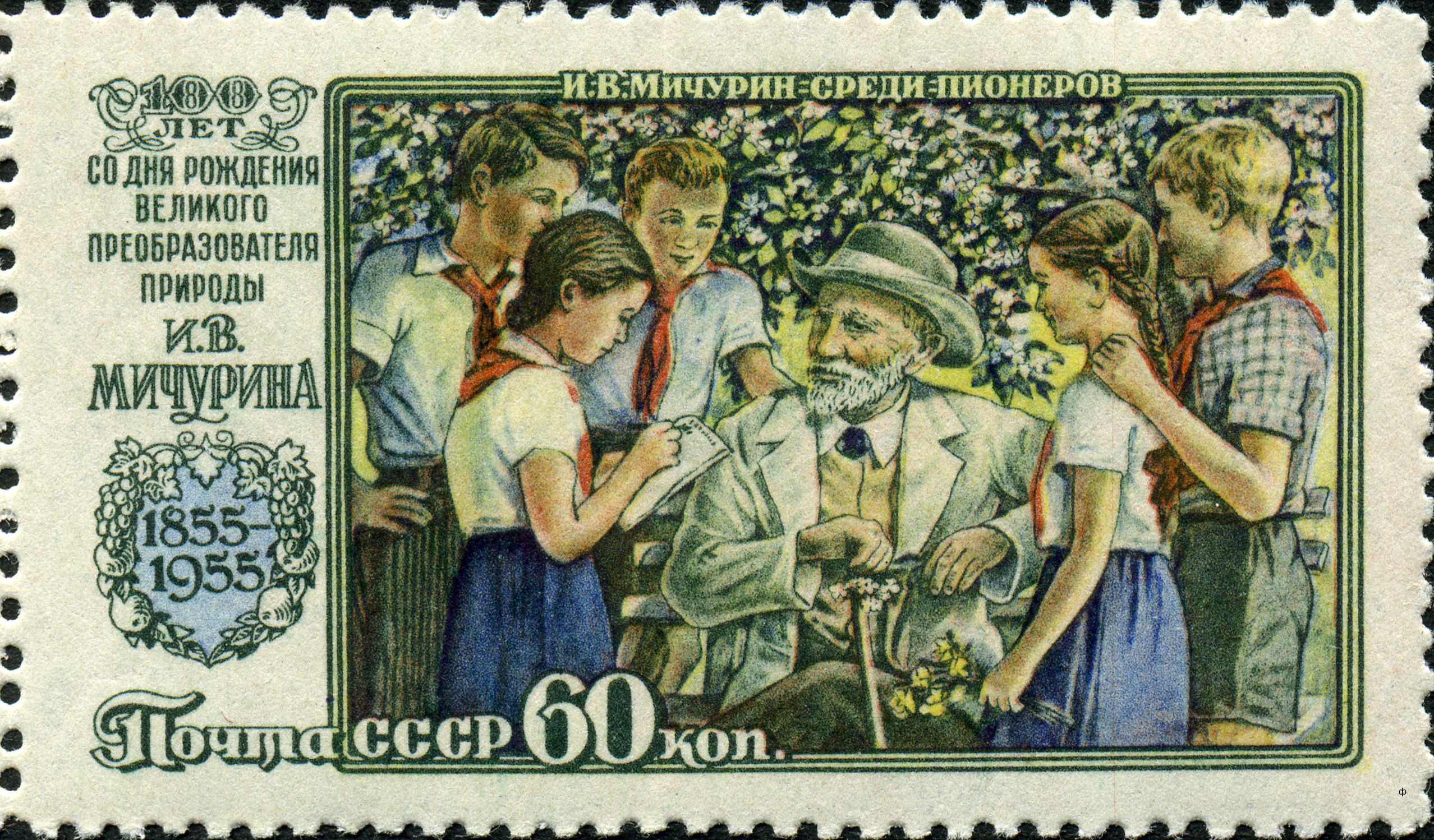
Почтовая марка, 1956 год. И.В. Мичурин среди пионеров

Мичурин изображён на почтовых марках Польши 1954 года, а также Румынии и Болгарии 1955 года.
Фильмы:
- «Юг в Тамбове» (реж. Борис Светозаров, 1927).
- «Преобразователь природы» (реж. Борис Светозаров, 1938).
- «Мичурин» (реж. Александр Довженко, 1948).[35]

## Научные труды
- Мичурин И. В. «Итоги шестидесятилетних работ». Издание пятое. М.: ОГИЗ СЕЛЬХОЗГИЗ, 1949.
- Мичурин И. В. «Полезные советы по делу садоводства», 1903
- Мичурин И. В. «О разведении винограда в северной полосе», 1911, журнал «Прогрессивное садоводство и огородничество»
- Мичурин И. В. «Величина посадочных ям для плодовых деревьев», 1914, журнал «Прогрессивное садоводство и огородничество», № 49.
- Мичурин И. В. «Материалы для выработки правил воспитания гибридных сеянцев при выводке новых сортов плодовых растений», 1917, журнал «Садовод» № 3.
- Мичурин И. В. Ответы на вопросы редакции журнала «За марксистско-ленинское естествознание», 1934, «Труды селекционно-генетической станции имени И. В. Мичурина — том 11»
- Мичурин И. В. «Мечта моей жизни», 18 сентября 1934 года, газета «Правда»
- Мичурин И. В. «Настоящее и будущее естественных наук в колхозах и совхозах», 1934, газета «Известия», № 303
- Мичурин И. В. «Каждому колхозу — плодовый сад!», 1935, газета «Правда»
- Мичурин И. В. «Принципы и методы работы», 1949, Ленинградское газетно-журнальное и книжное издательство
- Мичурин И. В. Сочинения В 4-х томах. — М.: ОГИЗ: СЕЛЬХОЗГИЗ, 1948.